# Historia de Ceuta

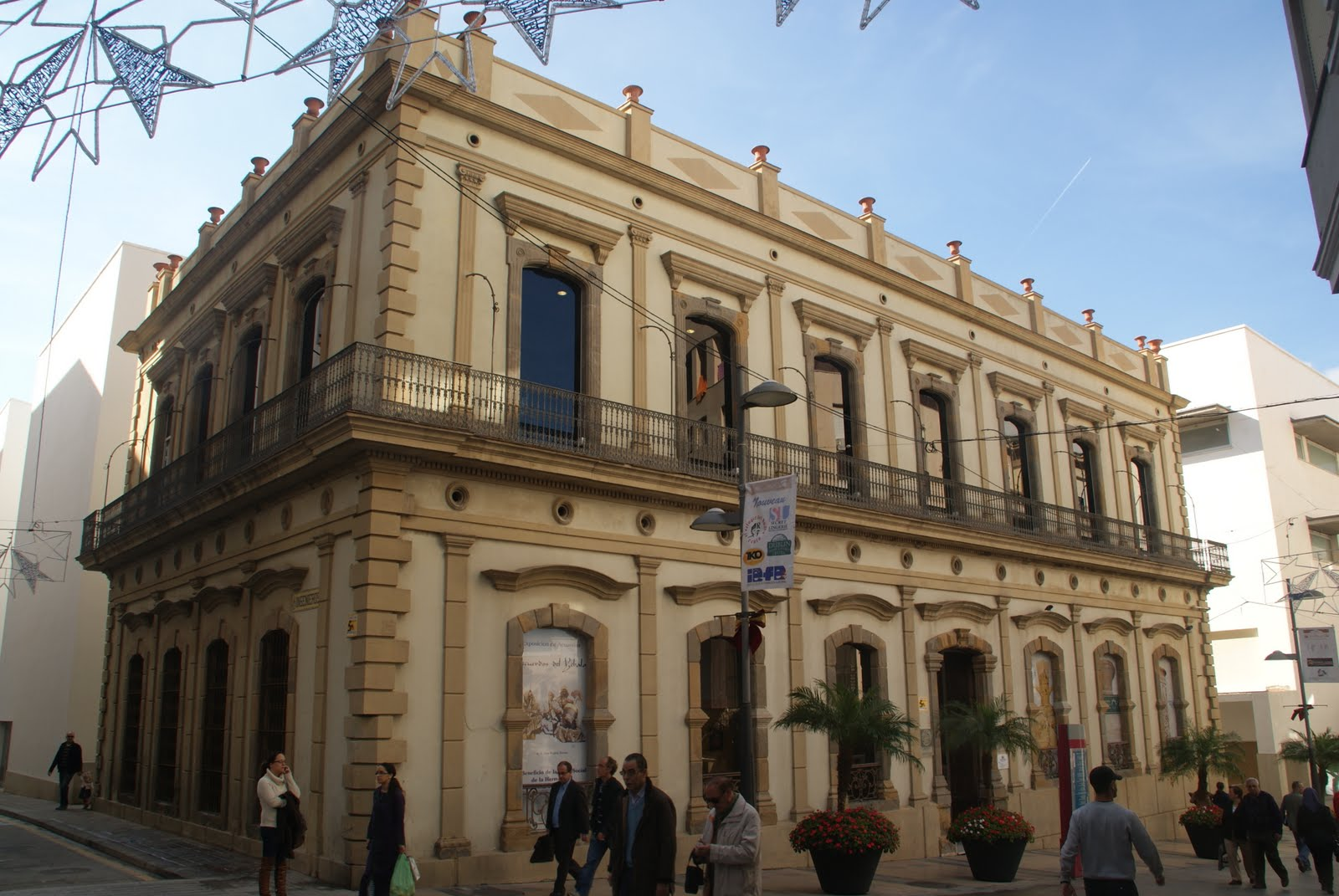
Museo de Ceuta.

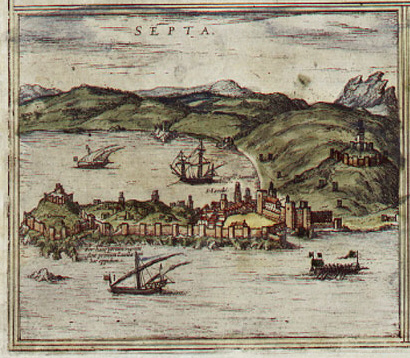
Ceuta en el.

La historia de Ceuta (España) comenzó hace más de 3000 años. Los primeros núcleos de población datan del II milenio a. C. En el siglo VII a. C. hubo un asentamiento fenicio. Posteriormente, al igual que la zona norte del estrecho, pasó a ser del Imperio cartaginés. La región fue anexionada por el Imperio romano de forma definitiva en el año 42 d. C. Fue considerada por los emperadores como la Hispania Transfretana. Posteriormente, pasó a ser parte de la Hispania visigoda.
En el año 534 fue conquistada por el emperador bizantino Justiniano I. Fue recuperada por Sisebuto en el año 615.
En el año 708 Musa ibn Nusair intentó sin éxito tomar Ceuta, siendo rey visigodo Witiza. Julián, gobernador de Ceuta, se enemistó con Rodrigo, entonces gobernador de la provincia Bética, y pasó a ser aliado de los musulmanes a finales de 709. En 710 Julián proporcionó cuatro barcos a los musulmanes para que pasasen a conquistar la península.
En la Edad Media, los reinos cristianos de la península realizaron una Reconquista. Juan I de Portugal conquistó Ceuta en 1415. Los musulmanes intentaron conquistar la ciudad sin éxito en 1419. En el siglo XVI el reino de Portugal fue heredado por Felipe II de España y quedó anexionado en 1580. Ceuta mostró su lealtad a Felipe II. En 1640 Juan, duque de Braganza, se proclamó rey de Portugal, pero Ceuta no consideró legítima aquella proclamación y continuó perteneciendo al reino de Felipe IV de España.
Entre 1694 y 1727 fue sitiada, sin éxito, por el sultán Mawlay Ismail, con apoyo británico desde 1704. Fue el sitio de los Treinta y Tres Años y ha sido el más largo de la historia. Posteriormente, intentaron conquistarla, de forma infructuosa, en 1732, en 1757 y, por último, entre 1790 y 1791. 
El territorio de Ceuta aparece en el Tratado de Paz, Amistad y Comercio de 1767. Se firmó un Tratado de Amistad y Comercio en 1780. Los límites de Ceuta fueron ampliados en virtud del Convenio de 1782. Este territorio aparece también el Tratado de Paz y Comercio de 1799. La frontera también es tratada en el Acuerdo de Tánger del 25 de agosto de 1844, el Convenio de Tánger del 7 de octubre de 1844 y el Convenio de Larache del 6 de mayo de 1845. Se amplió en 1860 con el Tratado de Wad-Ras.

## Prehistoria y pueblos orientales

### Prehistoria
Se han encontrado restos del Paleolítico en la frontera del Tarajal sobre la superficie del suelo debido a la desintegración de los estratos que los contenían. Consisten en un conjunto de cuarcitas con algunas raras piezas de sílex. Por la técnica con la que fueron elaboradas corresponden a la etapa del Levalloisiense. Otros restos del Paleolítico se han constatado en la playa de Benítez, donde se ha confirmado la ocupación humana. 
Al Paleolítico Medio corresponde una serie de hallazgos casuales en el campo exterior y en el monte Hacho. Resta por documentar la ocupación por bandas de cazadores recolectores en el Paleolítico Superior y Epipaleolítico.
En Ceuta se han localizado también industrias relacionadas con el Achelense, lo que nos permitiría hablar de ocupaciones humanas que desarrollaron tecnologías parecidas a las del atlantropus mauritanicus.
En el Neolítico el material más utilizado era el hacha de piedra pulimentada, uno de cuyos ejemplares apareció en 1981 en unas obras realizadas en las proximidades del Tiro Pichón. Otro fragmento pulimentado de serpentina encontrado en el centro de la ciudad podía ser también atribuido a este período. Asimismo, en el yacimiento de Benzú existen huellas de reasentamientos al aire libre con industria y cerámica decoradas.
Las excavaciones de la cueva de Gar Gahal, cerca de la ciudad, han permitido distinguir bastante bien la evolución de la industria lítica durante el Neolítico. En ella han aparecido hojas de dorso y piezas de muescas denticuladas con retoques continuos y diversos. También se han encontrado restos de cerámica cardial, típica del Neolítico español, así como de cerámica pintada y acanalada de épocas anteriores.
Otro de los elementos típicos del Neolítico es la cerámica denominada de vaso campaniforme. Miquel Tarradell encontró en la cercana cueva de Gar Gahal fragmentos de cerámica campaniforme, que también era habitual en el sur de España.

#### La Cabililla de Benzú
En Benzú, se ha descubierto un abrigo rocoso en un lugar llamado La Cabililla con restos de industrias líticas y fauna propia del Pleistoceno Medio y el Pleistoceno Superior, de hace 250 000 años. Este yacimiento se ha relacionado con el homo sapiens.
El abrigo se encuentra abierto en las dolomías, siendo su ubicación topográfica abrupta con paredes casi verticales. Actualmente, ha perdido casi totalmente su cubierta superior por desplome, presentando una pequeña cubierta a modo de visera. El abrigo presenta unas dimensiones de 15,52 x 6,20 m. la cueva se localiza en el extremo suroeste, presentando unas dimensiones 5,4 x 4,6 m aproximadamente. Los estudios desarrollados indican que fue una localización frecuentada por tribus de sociedades cazadoras-recolectoras del norte de África, en la zona del estrecho de Gibraltar.

### Fenicios, griegos y cartagineses

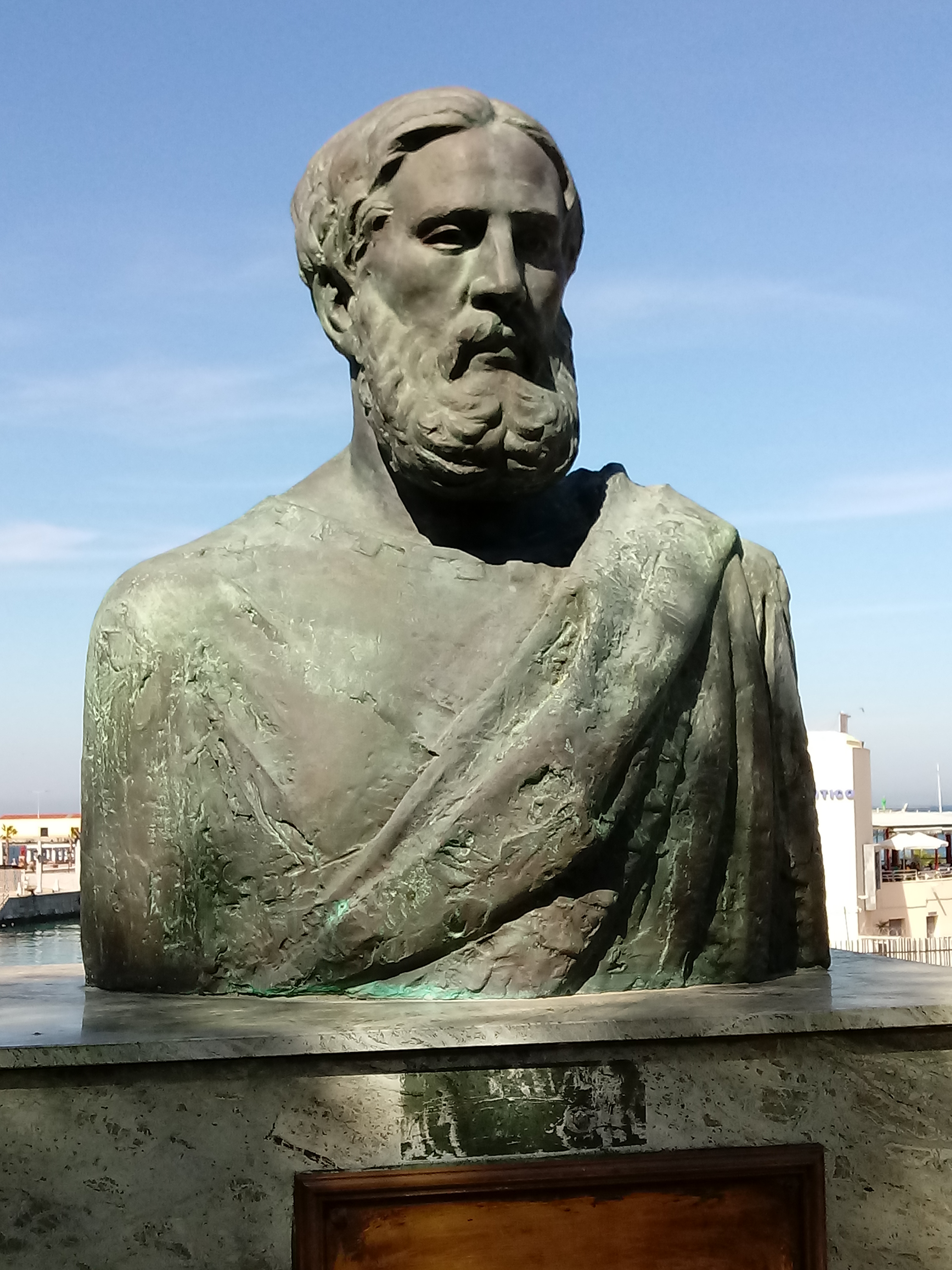
Busto de bronce de Estrabón. Ceuta.

Desde tiempos remotos, navegantes procedentes del Mediterráneo oriental, fenicios y griegos, cruzaron el estrecho de Gibraltar y establecieron factorías en las costas atlánticas, entre las que destacaron Gádeira (Cádiz), en la ribera europea, y Lixus (Larache), en la africana. Posteriormente los cartagineses y romanos siguieron esos derroteros y para alcanzar las aguas oceánicas iban más allá de las míticas Columnas de Hércules, los montes de Abila y Calpe (el monte Hacho y el Peñón de Gibraltar) que, simbólicamente, señalaban el límite del Mundo Antiguo por el lado de Occidente.
En unas excavaciones arqueológicas realizadas entre 2004 y 2005 en la plaza de la catedral, se descubrieron restos urbanos del siglo VII a. C., de la época fenicia. Los fenicios llamaron a esta ciudad Abyla y los cartagineses Julia Trajecta.
El griego Estrabón, en su obra Geografía, la llama Hepta Adelphoi, que significa Siete Colinas. Esto se debe a las siete colinas que hay en la península de La Almina, en la zona este de Ceuta. También puede encontrarse con el término griego Hepta Delfos. Ptolomeo la llamó Exilisa.
Se han encontrado monedas en el subsuelo de la Alameda de Colón, acuñadas en Gádeira y Málaka (Málaga); fragmentos de cerámica corintia de la segunda mitad del siglo II a. C. y ánforas, tanto grecoitálicas como púnicas, fechadas de los siglos siglo IV a. C. al II a. C..

## Edad Antigua

### Época romana: Septem Fratres
Los romanos llamaban a esta ciudad Septem Fratres, que significa Siete Hermanos. Según Pomponio Mela, esto se debía a que en la ciudad se aprecian siete colinas.
Tras el fin del Imperio cartaginés en las guerras púnicas, esta región pasó a ser parte de la Mauritania. En el año 33 a. C., Boco II de Mauritania, muerto sin descendencia, legó su reino a Roma, pasando Ceuta a estar en un territorio administrado por los romanos. En el año 25 a. C., Augusto le dejó el gobierno del territorio a Juba II, aunque siguió estando bajo control romano. Hacia el año 24 d. C., Ptolomeo, hijo de Juba II, pasó al trono mauritano. En el año 40 d. C., Calígula asesinó a Ptolomeo y se desató una revuelta en Mauritania, comandada por su liberto, Aedemón, que fue sofocada por las tropas romanas. En el año 42 d. C. el emperador Claudio anexionó el reino de Mauritania al Imperio romano y lo dividió en dos provincias, la Mauritania Tingitana y la Mauritania Cesariense. Ceuta se encontraba en la Mauritania Tingitana.
En el año 69 d. C. el emperador Otón puso dentro del territorio de la Hispania Ulterior el otro lado del estrecho, la Mauritania Tingitana, como la Hispania Transfretana (España del otro lado del estrecho). Vespasiano dividió la Hispania Ulterior en Lusitania y Bética, quedando la Tingitana bajo la administración de la Bética. Con el gobierno de Adriano, pasaron a tener una administración propia la Bética y la Mauritania Tingitana. Caracalla nombró a esta última Nova Hispania Ulterior Tingitana. Con el gobierno de Diocleciano, entre 284 y 305, se organizó el Imperio en diócesis. En la diócesis de Hispania se incluyó la Mauritania Tingitana.
Se conservan restos de las murallas romanas de Ceuta desde el siglo I hasta el siglo IV en la calle San Francisco Javier, junto al foso de San Felipe.
Desde la segunda mitad del siglo I a. C. se constata la presencia de un núcleo urbano en el área que cubre desde el foso navegable hasta el extremo occidental de la península de La Almina.
Entre finales del siglo I a. C. y comienzos del siglo I d. C. los romanos crearon fábricas de salsa de salazón de pescado (garo, en latín garum) en diversas ciudades del estrecho, que generaba un gran beneficio económico. La época de mayor comercio de garo tuvo lugar entre finales del siglo I y mediados del siglo II. La fábrica de salazón de Ceuta se creó entre finales del siglo I y comienzos del siglo II junto a la muralla, en la zona intramuros. En el siglo II hubo una ampliación de la fábrica, que llegó a ocupar la totalidad de istmo. Esta tenía también instalaciones para la limpieza del pescado y almacenes de ánforas. Se han descubierto restos de esta fábrica en el paseo de las Palmeras. La fábrica fue reformada en la época del Bajo Imperio, entre los siglos IV y V.
El garum se exportaba a distintos lugares del Imperio. La producción de garum tenía lugar en la Bética, la Mauritania Tingitana y el norte de la península de Anatolia.

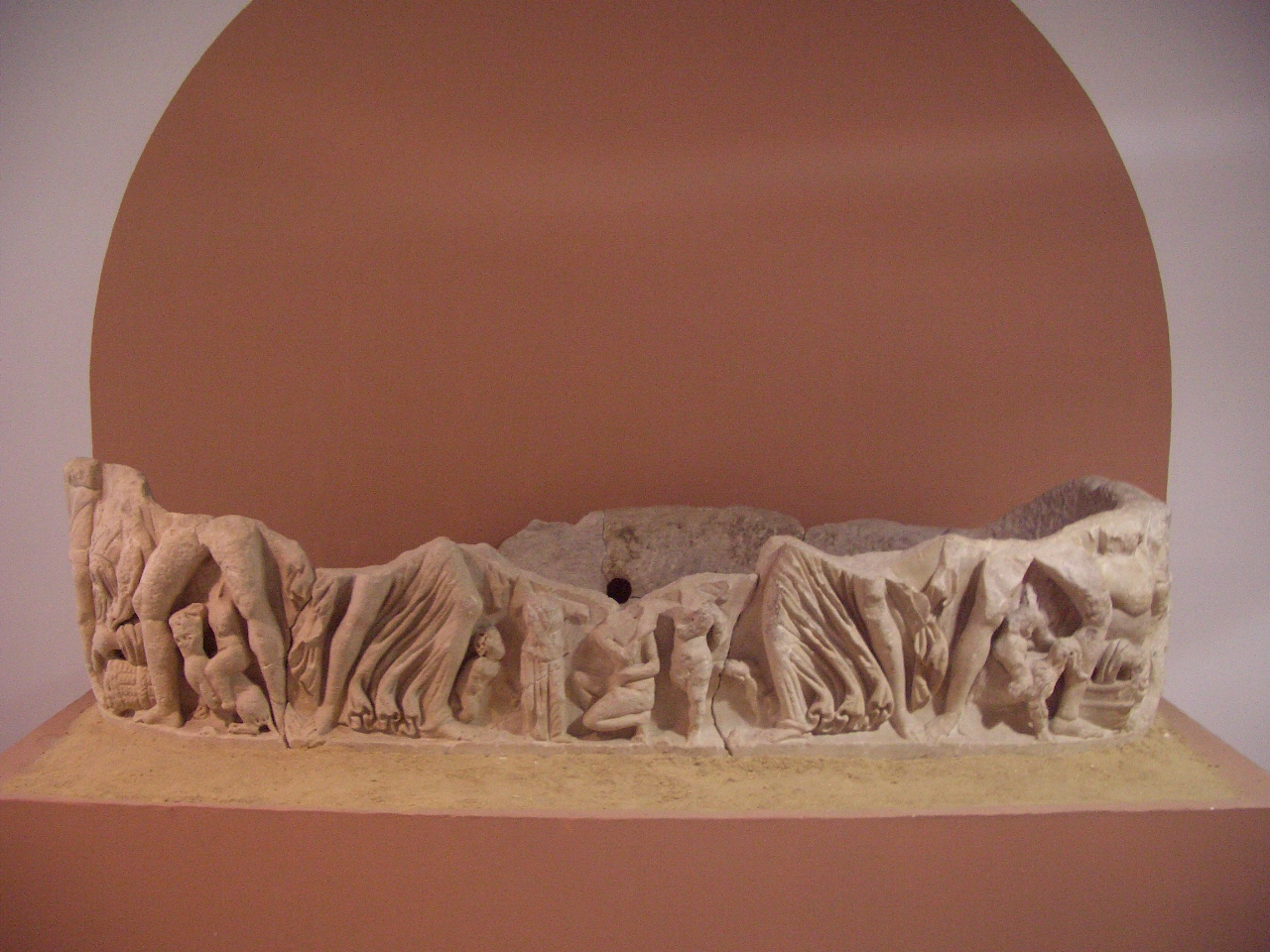
Sarcófago de mármol de época romana. Museo de Ceuta.

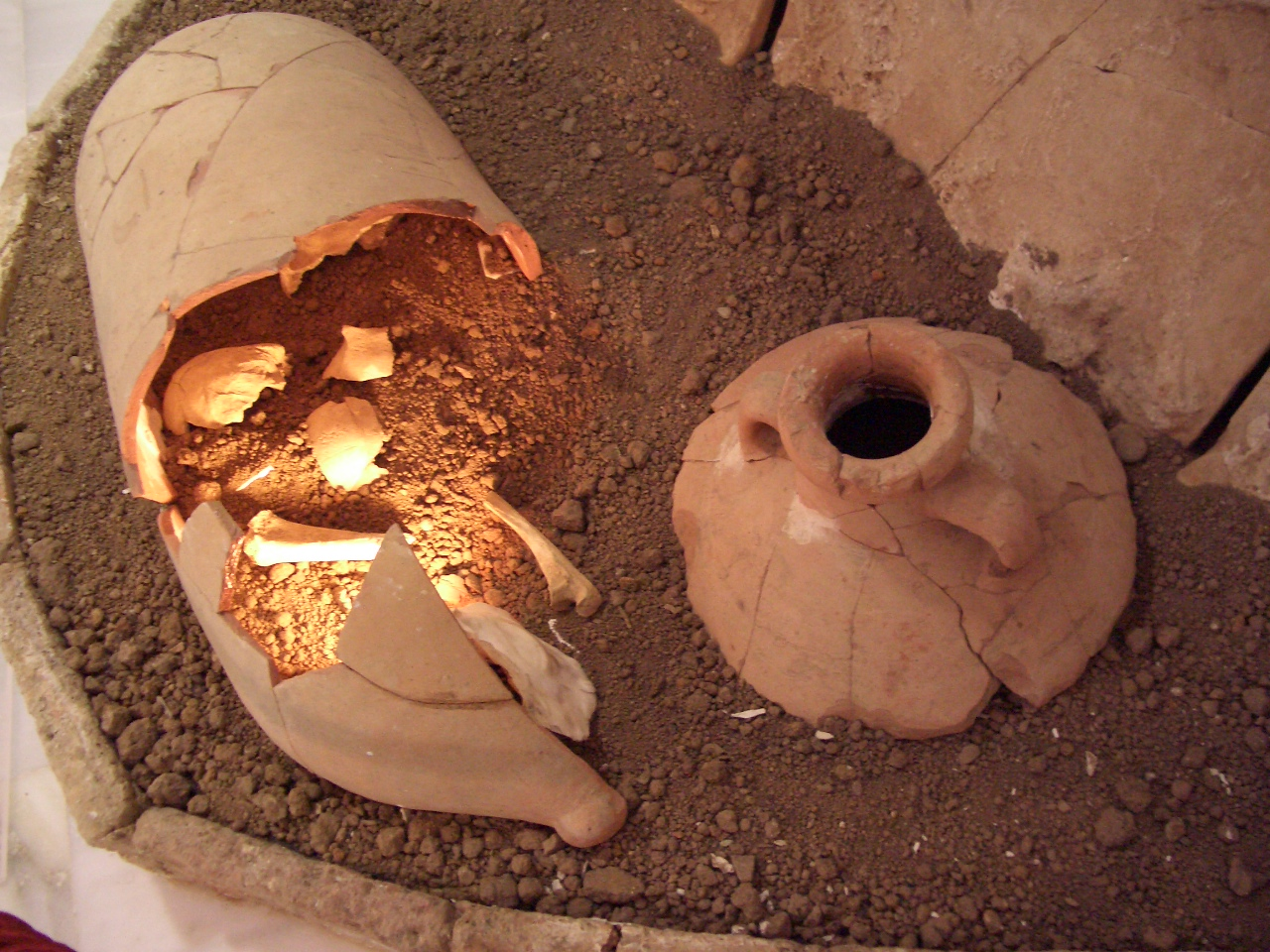
Restos encontrados en la basílica paleocristiana de Ceuta.

En 1962 se descubrió un sarcófago romano sin la parte superior en la zona oriental de istmo, en la plaza de la Constitución. Este sarcófago tiene un relieve que representa las cuatro estaciones y se considera de mediados del siglo III. En 1965 se descubrieron ocho tumbas romanas en Puertas del Campo, donde se encuentran los jardines de la República Argentina, en la zona occidental de la península de La Almina. En 1998 se encontraron dos tumbas romanas en el Llano de las Damas, también en la zona occidental de esta península, donde posteriormente se instaló una fábrica de alfarería tardo-islámica. En las cercanías del lugar donde se descubrió el sarcófago en 1962, se descubrió entre 1987 y 1993 una basílica paleocristiana de entre el siglo IV y comienzos del siglo V con ciento setenta y ocho tumbas.
En el siglo II la ciudad adquiere la calificación de municipio romano (municipium civium romanorum). Socialmente se advierte ya en la época del Alto Imperio la presencia de ciudadanos romanos en Septem Fratres, es decir, personas que gozaban del ius romanum o derecho de plena ciudadanía, lo que ha podido ser documentado por las inscripciones funerarias encontradas en torno a su basílica. En el siglo II disponía de un senado formado por los miembros del ordo decurionum, que en la sociedad romana constituía la nobleza local.
En el yacimiento arqueológico del paseo de las Palmeras se encontró una inscripción dedicada a la diosa egipcia Isis de entre finales del siglo II y principios del siglo III d. C., lo que indica que tuvo un pequeño oratorio (sacellum). Al otro lado del estrecho, en Baelo Claudia (en la playa de Bolonia, provincia de Cádiz), hubo un templo a esta deidad.
También se encontraron restos de unas termas.

#### Basílica Tardorromana

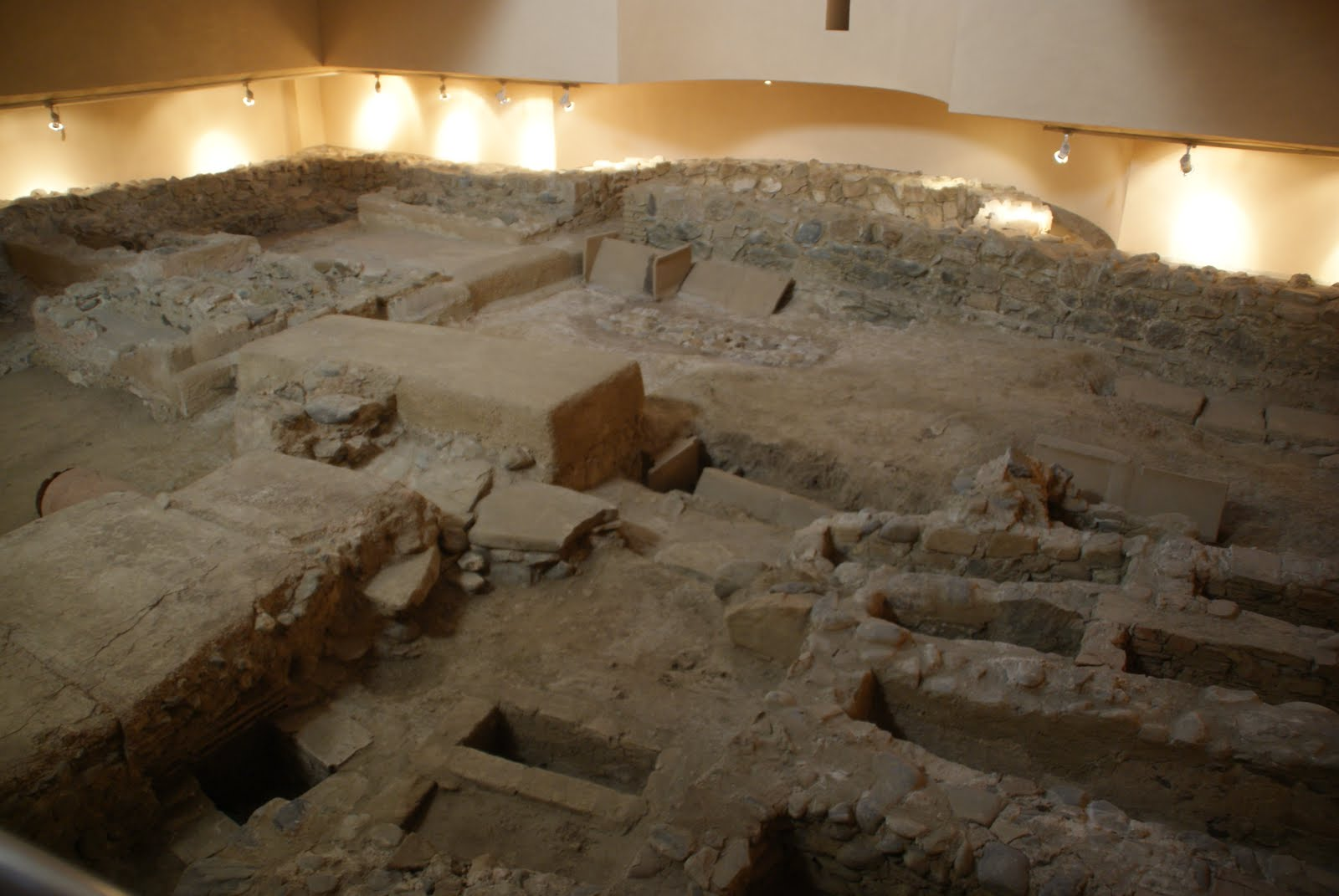
Restos de la basílica.

En 1987 se descubrió una basílica paleocristiana. Debió ser construida entre el siglo IV y principios del siglo V. Es de planta rectangular, de 18,40 m de largo por 11,5 m de ancho, con presbiterio. En el suelo de la basílica se ha descubierto una necrópolis con ciento setenta y ocho tumbas.
Fue declarada Bien de Interés Cultural en 1991.

### Época bizantina
Entre los años 422 y 429 los vándalos, con el rey Gunderico, se instalaron en la provincia Bética. En 429, con el rey Genserico, los vándalos cruzaron el estrecho de Gibraltar, desembarcando en Tánger y Ceuta. Posteriormente, tomaron Volúbilis en su marcha hacia Cartago, donde instalaron su capital. Con el reino vándalo, la ciudad de Ceuta pasó una etapa de decadencia.
En el año 534 las tropas del emperador bizantino Justiniano I, comandadas por el general Belisario, conquistaron los territorios vándalos del norte de África, así como Menorca, Mallorca y las Pitiusas en Baleares. No obstante, según san Isidoro de Sevilla, Ceuta estaba defendida entonces por una guarnición visigoda.
Entre los años 542-548, el rey visigodo Teudis organizó una expedición militar a Ceuta para contener el progreso de los bizantinos y evitar una invasión bizantina en la Hispania visigoda. La expedición de Teudis en la Mauritania Tingitana, de que nos dan noticia Procopio de Cesarea e Isidoro de Sevilla, debió hacerse después del año 542. Es posible que esta expedición la dispusiera Teudis para ayudar al ostrogodo Hildibaldo. Esta expedición se saldó con un rotundo fracaso.
La ciudad fue conquistada por el rey visigodo Sisebuto en el año 615.

## Edad Media

### Califato omeya
En 682 el general omeya Uqba ibn Nafi, con base en Cairuán, Túnez, realizó una expedición militar que llegó hasta Tánger, aunque sin realizar ninguna conquista para el califato de Damasco. Las crónicas dicen que Uqba se encontró con un gobernador en Tánger llamado Julián, que les habló de las dificultades de cruzar el estrecho y les animó a ir por Volúbilis hasta el río Sus, donde había grupos de bereberes paganos.
En 708 el general omeya Musa ibn Nusair intentó sin éxito tomar Ceuta, encontrando una resistencia militar del gobernador Julián. Entonces era rey visigodo Witiza. Musa llegó a dominar la zona sur del estrecho y asentó sus fuerzas en Tánger, pero carecía de capacidad para bloquear Ceuta, que además había recibido ayuda visigoda de la península. El gobernador de Ifriquiya se marchó a Cairuán (en Túnez) en 708 y dejó en Tánger a su liberto Táriq Ibn Ziyad, a cargo de un ejército de bereberes. El entonces duque Rodrigo, gobernador de la Bética, retiró su confianza al conde Julián y le despojó de sus dominios en las tierras del litoral norte del estrecho. Este agravio debió resultar definitivo para que Julián se hiciese aliado de los musulmanes a finales de 709, en vida todavía del rey Witiza. A finales de 709 Julián llevó a cabo una razia contra la costa de Algeciras para demostrar a sus aliados su fidelidad y que una campaña así era militarmente factible. En 710 Rodrigo pasó a ser rey de Hispania. Al parecer los hijos de Witiza y sus partidarios se posicionaron en su contra. En este contexto, Julián asesoró a Táriq para cruzar el estrecho y le dejó cuatro barcos en 710, con los que llegaron a Tarifa las primeras tropas musulmanas.
La facilidad de conquistar Tarifa y el gran botín obtenido hizo que Táriq cruzase el estrecho con buena parte de sus tropas. Rodrigo mandó su ejército a las ciudades del sur de España de Córdoba, Granada y Málaga, pero finalmente Táriq continuó su avance y conquistó Toledo, la capital de Hispania, en 711. Musa cruzó el estrecho para participar en la conquista en 712. Las tropas musulmanas llegaron a Asturias, donde fueron derrotadas en la batalla de Covadonga de 722, empezando así la Reconquista española. No obstante, los musulmanes cruzaron los Pirineos y conquistaron también el sur de la actual Francia, hasta que fueron detenidos en la Batalla de Poitiers de 732.
Ceuta será conocida por los musulmanes como Sebta (del nombre romano Septem).
Musa dejó a Abd al-Aziz como gobernador de Al-Ándalus y regresó al norte de África en 714, donde dejó a un gobernador de Ceuta, Tánger y el resto de territorios del otro lado del estrecho. Posteriormente, los bereberes se mostraron insatisfechos con el gobierno de los gobernadores Ubayd Allah Ibn Al-Habhab y Umar Ibn Abd Allah Al-Muradi. Se dirigieron al califa para explicarles sus protestas pero este no les recibió. En 739 hubo una rebelión de bereberes jariyíes y otros pobladores encabezada por Maysara que acabó con la vida de los gobernadores. En 740 los bereberes derrotaron a los omeyas en la batalla de Ghazwat Al-Ashraf, cerca de Tánger. El califa envió un ejército que fue derrotado en 741 cerca del río Sabu. Los omeyas, comandados por Balch Ibn Báshir, se retiraron e intentaron refugiarse en Tánger, pero no fueron recibidos. Entonces se acantonaron en Ceuta. Pidieron ayuda al gobernador de Al-Ándalus, Ibn Qatan, y este se la negó. Finalmente, tras un prolongado asedio, Ibn Qatan permitió que el ejército omeya desembarcase en Al-Ándalus en 742. Tras la marcha del ejército los bereberes entraron en Ceuta y la ciudad fue devastada.

### Banu Isam
Después de esto hay un periodo de un siglo en que la ciudad pierde su importancia. En el año 753 la ciudad es gobernada por Medyekes, de la dinastía bereber Banu Isam. Era comandante de un grupo de bereberes gumaríes. Medyekes era pagano, pero se convirtió al islam. Bajo su gobierno, la ciudad pasó a llamarse Medyekesa, recuperando posteriormente el nombre de Sebta. Los Banu Isam eran vasallos de la dinastía idrisí.
En 828 Muhámmad al-Muntásir ibn Idrís repartió el Magreb entre sus once hermanos. A Yahya ben al-Qásim le entregó Ceuta, Tánger y los territorios que dependían de estas ciudades. Al-Qásim se rebeló contra Al-Muntásir pero fue derrotado por otro de sus hermanos, Yahya Ben Idrís Ben Úmar, al que Al-Muntásir Ibn Idris nombró gobernante de estos territorios hacia 830.
Medyekes fue sucedido por su hijo Isam, que gobernó entre los años 855 y 880. Este fue un periodo de escasez económica y peste bubónica. En esta etapa se instalaron en la ciudad algunos habitantes de Qalsana, localidad cercana a Medina-Sidonia, que compraron terrenos a los bereberes y edificaron en ellos sus viviendas.
Isam fue sucedido por Modyebber, y este por Al-Rida. Estos dos gobernantes siguieron órdenes de los alfaquíes de Al-Ándalus. Este fue un periodo de mayor prosperidad.

### Califato de Córdoba
En 929 Abderramán III creó el califato omeya de Córdoba. Los notables de Ceuta, disconformes con el gobierno de Al-Rida y acostumbrados al gobierno de los alfaquíes de Al-Ándalus, solicitaron ser gestionados directamente por este califato. En 931 se trasladó a Ceuta el gobernador de Algeciras, Umayya ibn Ishaq al-Qurasi, pasando a ser gobernador de esta plaza. Ceuta se convirtió a partir de entonces en la principal ciudad omeya del norte de África.
En 943 los idrisíes de la dinastía Banu Muhámmad, aliados de los fatimíes, atacaron Ceuta, derrotando a las tropas andalusíes y capturando al general Ibn Muqatil. Abderramán III envió entonces un ejército que los derrotó y liberó a Ibn Muqatil.
Los Banu Muhámmad atacaron de nuevo en 949 y conquistaron Tetuán. Abderramán III mandó un ejército a Tetuán para derrotarlos. Tetuán terminó arrasada, aunque fue recuperada poco después por los Banu Muhámmad. Abderramán III mandó otro ejército, que desembarcó en Ceuta hacia 953, logrando derrotar de nuevo a los idrisíes.
Los fatimíes realizaron una nueva ofensiva en 958, reduciendo el dominio omeya en el norte de África a las ciudades de Ceuta y Tánger. Abderramán III fue sucedido en 961 por Alhakén II. Hacia 963 Tánger se rebeló contra los andalusíes, quedando solamente Ceuta bajo el control omeya.
La ciudad ya había sido amurallada por los romanos. Abderramán III comenzó la construcción de unas nuevas murallas en el istmo en 957. Fueron finalizadas por Alhakén II en 962.
En 971 Alhakén II envió tropas a Ceuta para aplacar la rebelión del fatimí Ibn Qannun. Estas tropas fueron derrotadas en 972, muriendo en combate el general Muhámmad Ibn Qásim, y regresaron a Ceuta, donde pidieron refuerzos. En 973 el califato de Córdoba mandó a un gran ejército, dirigido por el general Gálib Ibn Abd al-Rahman. En este ejército vino un nuevo administrador a la ciudad, Almanzor, que hasta entonces había sido tutor del heredero, Hisham. En 976 pasó a ser califa Hisham II, que contó con Almanzor como háyib.
En 979 Ceuta fue sitiada por tropas de Buluggin Ibn Ziri, gobernador de los bereberes ziríes en Ifriquiya. La ciudad solicitó refuerzos y Almanzor mandó unas tropas comandadas por Ali Ibn Hadmun. Estas tropas, ayudadas por las fuertes murallas, lograron resistir varios sitios de Buluggin Ibn Ziri, que finalmente desistió. Tras la muerte de Buluggin, en 984, aquel ejército regresó a Al-Ándalus.
En 986, el idrisí Al-Hasan Ben Kannun, con apoyo fatimí, realizó un nuevo ataque en el norte de África. Almanzor se dirigió a Algeciras, y organizó el paso de un ejército omeya, que contó con el apoyo de los bereberes zenatas. El ejército logró derrotar a los idrisíes. Al-Hasan Ben Kannun fue apresado y Almanzor le otorgó un salvoconducto para ir a Córdoba, aunque posteriormente fue ejecutado en aquella ciudad en 985.
Almanzor buscó una alianza con los magrawas de la tribu zenata, comandados por Ziri Ibn Atiyya, para el Magreb occidental, y con los sinhaya, comandados por Abi Al-Bahar, para el Magreb oriental. La rivalidad entre magrawas y sinhaya terminó con la victoria de los primeros y la huida de Al-Bahar. Ibn Atiyya se rebeló contra Almanzor, lo que hizo que volviese a dirigirse a Algeciras para mandar tropas a Ceuta, que fueron derrotadas. Luego mandó más tropas, dirigidas por su hijo Abd Al-Málik, como gobernador del Magreb en 998.

### Taifa de Málaga
En el año 1009 tuvo lugar una rebelión, que terminó con la abdicación de Hisham II a favor de su primo, Muhámmad II al-Mahdi, que fue sucedido poco después por Sulaimán al-Mustaín. Sulaimán nombró gobernador de Ceuta a Alí ben Hamud al-Násir, de la dinastía Banu Hammud. Este argumentó que tenía derechos sucesorios por un testamento de Hisham II y que era descendiente de Mahoma. Tras asegurarse el control de Ceuta frente a los omeyas y nombrar a su hijo Yahya como gobernador, desembarcó en la península con sus tropas. Alí ben Hamud al-Násir fue nombrado califa en 1016. Fue asesinado por una facción andalusí en 1018. Recibió sepultura en una mezquita de Ceuta.
Aunque Alí ben Hamud había nombrado sucesor a su hijo Yahya, fue sucedido por su primo Al-Cásim al-Mamún. Yahya se rebeló contra él en 1019. Nombró gobernador de Ceuta su hermano Idrís y tomó Córdoba en 1021. Al-Cásim se refugió en Sevilla. Solo fue califa un año, volviendo al poder Al-Cásim en 1022.
El califato de Córdoba se desintegró en taifas debido a las rivalidades entre los saqaliba, los bereberes magrebíes, los árabes y los jefes militares.
Yahya fundó la taifa de Málaga, de la cual fue el primer rey. En 1035 fue sucedido por su hermano, Idrís I al-Muta'ayyad. El siguiente gobernador de Ceuta fue el hijo menor de Yahya, Hasan al-Mustánsir, que gobernó con la ayuda del eslavo Naja al-Alawique.
Tras la muerte de Idrís I, hacia el año 1038, Naja se dirigió a la península para defender los derechos sucesorios de Hasan frente a Yahya ibn Idrís, hijo menor de Idrís. Yahya ibn Idrís es derrotado y muere. Tras esto, Hasan pasa a ser rey de la taifa de Málaga y Naja regresa a Ceuta. Hasan fue asesinado. Naja encarceló al sucesor, Idrís ibn Yahya, y se proclamó rey de Málaga, siendo asesinado poco después. Idrís ibn Yahya fue liberado y pasó a ser rey de la taifa de Málaga. Nombró como gobernadores de Ceuta y Tánger a Saqut al-Bargawati y Rizq Allah. El gobierno de Idrís II es cuestionado y se marcha a Ceuta en 1046, donde Saqut es gobernador. En 1054 Idrís II volvió a ser rey de Málaga. En 1055 fue sucedido por su hijo, Muhammad II al-Musta'li. Ese mismo año fue sucedido por Yahya III al-Mahdi. En 1057 este territorio fue conquistado por Badis ben Habús, rey de la taifa de Granada.

### Taifa de Ceuta
Saqut al-Bargawati era bereber barghawata. Los barghawata estaban poco islamizados y eran considerados parcialmente paganos. Habían tenido guerras con los fatimíes, los idrisíes y los omeyas. Los Ben Hammu asesinaron a Naja al-Alawi hacia el año 1042 y a su lugarteniente Riqz Allah hacia 1062, dejando a Saqut solo en el gobierno de la región. Este creó una taifa en Ceuta que controlaba los territorios del sur del estrecho y se hizo vasallo del califa abasí de Bagdad.

### Imperio almorávide
Los almorávides surgieron tras una confederación de tribus nómadas saharianas, entre la que destacaban los bereberes lamtuna. Seguían la doctrina musulmana de Abdalá Ben Yasin. Hacia 1055 conquistaron Siyilmasa, en 1058 Agmat, en 1063 ocuparon Fez temporalmente y en 1070 definitivamente, en 1075 conquistaron Tremecén, en 1077 Tánger, que estaba controlada hasta entonces por Saqut al-Bargawati, y hacia 1083 Chlef y Argel. Posteriormente, el emir almorávide Yúsuf ibn Tašufín sitió la ciudad de Ceuta. Saqut murió en el asedio y fue sucedido por su hijo, Mu'izz. Ibn Tašufín fue ayudado por una flota de la taifa de Sevilla y conquistó Ceuta en 1084. El emir se instaló en Ceuta, donde nació su hijo y sucesor, Alí ibn Yúsuf, aquel año. Mu'izz fue asesinado y sus tesoros incautados.
Ali ibn Yúsuf tuvo una flota, con base en Ceuta, a cargo de la dinastía Banu Maymún. El puerto de Ceuta pasó a ser el segundo más importante del Imperio almorávide, después del puerto de Almería.
En 1085 el rey cristiano Alfonso VI de León reconquistó Toledo. Los almorávides llegaron a la península en 1086 como aliados de los reinos de taifas y derrotaron a los cristianos en la batalla de Sagrajas. Realizaron una segunda expedición como aliados de las taifas, en 1089, en la que se produjo el sitio de Aledo. En 1090 realizaron otra expedición, en la conquistaron las taifas de Granada y Málaga. Hacia 1091 realizaron otra expedición militar en la que conquistaron el resto de Al-Ándalus.
Entre 1115 y 1123 realizaron expediciones militares contra Sicilia y Calabria, logrando derrotar en varias ocasiones al normando Roger II de Sicilia.
Ibn Yúsuf fue sucedido por Tasufín ben Alí ben Yúsef. En 1144 los normandos, que ya habían atacado a los musulmanes de la península en otras ocasiones, realizaron un ataque contra Ceuta.
Aunque al comienzo los alfaquíes de Ceuta fueron los principales valedores de los almorávides, sus poderes fueron recortados por los gobernadores, que además impusieron nuevos impuestos que consideraron contrarios a las normas islámicas. El primer cadí nombrado por Yúsuf ibn Tašufín, Ibnn Abbud, pudo ejercer su cargo vitalicio, pero el resto fueron depuestos.

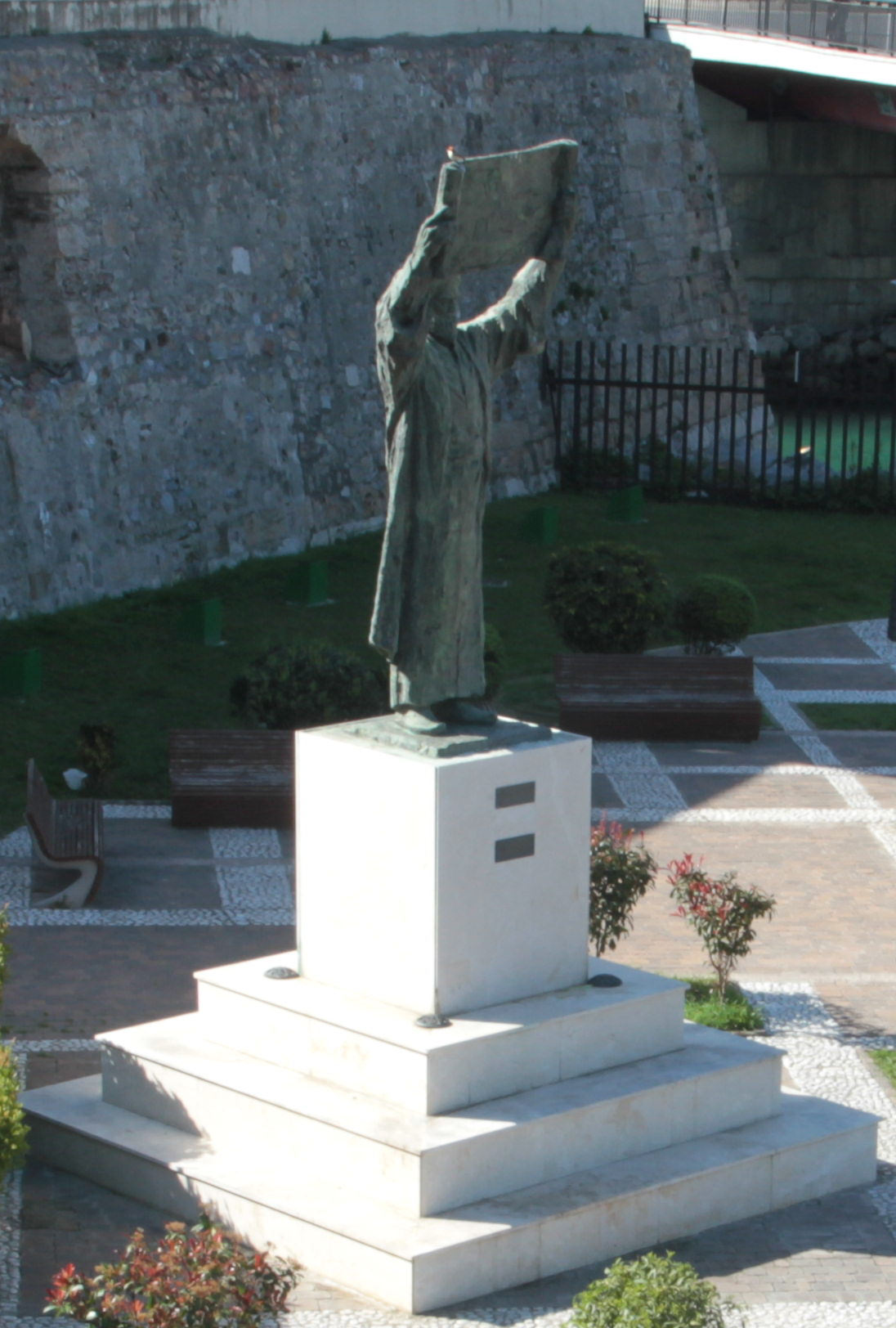
Estatua de Al-Idrisi. Ceuta.

En 1099 nació en Ceuta el geógrafo y cartógrafo Al-Idrisi. Perteneció a una familia noble que tenía parentesco con el rey de la taifa de Málaga, Idrís II. Estudió en Córdoba en su juventud. Recorrió Europa, el norte de África y Asia Menor. Hacia 1138 se trasladó a la corte de Palermo de Roger II de Sicilia. En 1154 publicó una obra de geografía, el Libro de Roger o El recreo de aquel al que le apasiona el viaje a través del mundo, que contaba con un mapa del mundo, la Tabula Rogeriana. En 1161, reinando Guillermo II, realizó una segunda edición titulada Solaz de corazones y prados de contemplación. Falleció hacia el año 1166. En el año 1192 se publicó una edición más breve de su obra, conocida como el Pequeño Idrisi.

### Imperio almohade
En el siglo XII la crisis política de la península desintegró el Imperio almorávide en los segundos reinos de taifas, en los cuales las ciudades estaban gobernadas por los caídes.
En esta época se creó en el norte de África el movimiento de los almohades, basado en la doctrina islámica del mahdi Ibn Túmart. Se oponían a la doctrina de los almorávides y a los alfaquíes. En 1142 las tropas del califa almohade Abd al-Mumin llegaron a Ceuta, que estaba defendida por el caíd Iyad. La ciudad resistió el sitio, pero la traición del almirante almorávide Ibn Maymún y la toma de Marrakech en 1146 hicieron que Iyad mandase una embajada a Salé en 1146 a entrevistarse con el califa y pactaron una rendición. No obstante, en 1248 hubo una rebelión en Ceuta en la que se asesinó al gobernador y al resto de los almohades de la ciudad. Ceuta pasó a ser gobernada por el caíd Iyad. La ciudad fue sitiada de nuevo por los almohades. Iyad pactó una nueva rendición con el califa y fue enviado primero a Dai y luego a Marrakech. De esta forma, Ceuta pasó a integrarse completamente en el Imperio almohade.
Los almohades desembarcaron en la península en 1145 y se hicieron con el control de Al-Ándalus en la segunda mitad del siglo XII.
En 1155 el califa Abd al-Mumin creó un consejo de notables (shura) en la ciudad. Por petición de los ceutíes, Abd al-Mumin creó, hacia 1156, una provincia que comprendía Tánger, Ceuta, Málaga y Algeciras, y nombró gobernador de la misma a su hijo Abu Saíd. Con los almohades Ceuta pasó a ser la ciudad más importante del estrecho de Gibraltar. Los gobernadores de Ceuta solían ser príncipes del califato. Entre estos gobernadores destacó Abu ul-Ula, que libró varias batallas contra la dinastía almorávide Banu Ganiya, de la taifa de Mallorca.

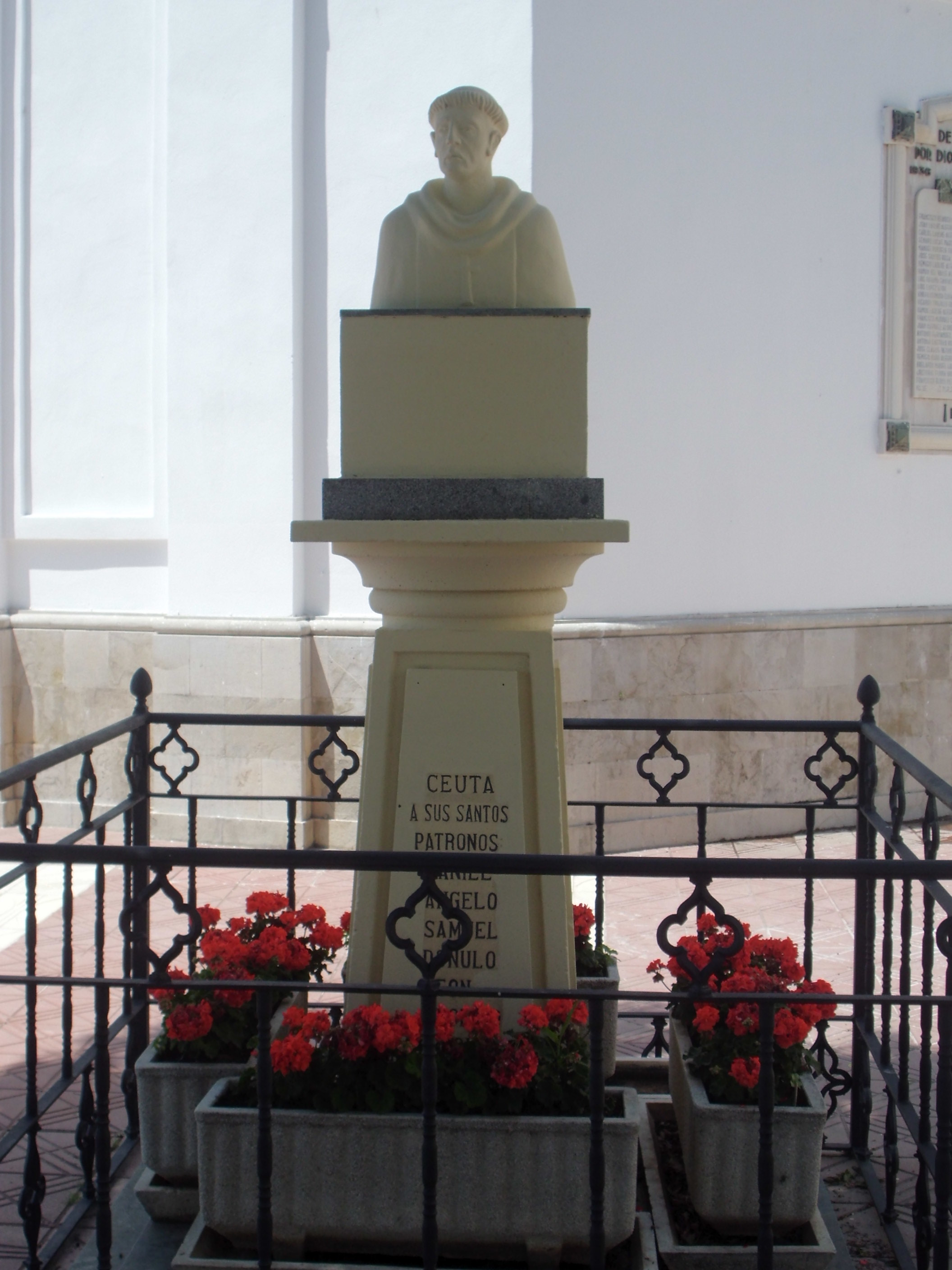
San Daniel, patrón de Ceuta. Estatua de la plaza de San Daniel.

En 1227 llegaron a Ceuta siete franciscanos: el ministro provincial fray Daniel Fasanella y los frailes Ángelo, Samuel, Dónulo, León, Hugolino y Nicolás de Sassoferrato. Fueron arrestados por predicar el Evangelio y luego se les decapitó en la playa de la Sangre. Fueron canonizados por León X en 1516. Cerca del lugar se encuentra el Colegio de San Daniel.

### Taifa de Murcia
A comienzos del siglo XIII el poder almohade entró en crisis. Durante el reinado de Al-Mustánsir las ciudades ganaron más poder en el califato. Su muerte en 1224 provocó una lucha por el poder que concluyó con el nombramiento de Al-Mamún en 1227. Su hermano, Abu Musa Imrán, era el gobernador de Ceuta. Yahya al-Mutásim no reconoció la autoridad de Al-Mamún y creó un califato en el norte de África. En 1227 Al-Mamún tomó Marrakech y Yahya huyó. El gobernador de Ceuta, Musa Imrán, intentó constituir un reino propio en 1231. Al-Mamún sitió la ciudad sin éxito. Ibn Hud creó una taifa en Murcia y pasó a controlar la mayor parte de Al-Ándalus. Ibn Hud mandó contra Ceuta la flota de Sevilla, al mando de Al-Yusti, que lo derrotó militarmente. Al-Yusti pasó a ser gobernador en 1232.

### Taifa de Ceuta
Las derrotas de los musulmanes por parte de los cristianos y las crisis internas produjeron un vacío de poder en Ceuta. Hacia 1233 los comerciantes crearon un consejo de gobierno. Posteriormente, este gobierno fue dirigido por Abu-l-Abbás al-Yanasti, con los títulos de al-muwaffaq y al-wathiq. El territorio se hizo vasallo del califato abasí de Bagdad. En 1233 llegó a Ceuta una embajada de Génova dirigida por Jacopo di Marino.
En 1234 un grupo de cristianos, denominados calcurini, capturaron unos barcos genoveses cerca de Cádiz y se dirigieron a tomar Ceuta. Los genoveses que se encontraban en Ceuta prepararon diez barcos y fueron a enfrentarse contra ellos. Los calcurini y los genoveses decidieron parlamentar y los cristianos devolvieron los prisioneros capturados en Cádiz, pero luego mandaron contra los barcos genoveses embarcaciones en llamas, provocando que estos huyesen a Málaga. Los calcurini tomaron varias barcazas y un barco de carga. Ceuta mandó una petición de ayuda a Génova, diciendo que pagarían la mitad del coste de la expedición militar. En Málaga, los genoveses enviaron cuatro barcos a Génova, cuatro a Túnez y otros dos a Ceuta. Cuando los genoveses llegaron a aquella ciudad ya no estaban los calcurini, pero pidieron la indemnización. Al-Yanasti, que se encontraba custodiado por grupos de bereberes, se negó a pagar y al final hubo un incidente con una matanza de genoveses y la destrucción de sus almacenes (funduq).

### Imperio almohade
En Al-Ándalus, el reinado de Ibn Hud pasó por un periodo de crisis hasta que fue asesinado en 1238 por el gobernador de Almería, Muhámmad ibn al-Ramini. En 1232 pasó a ser califa almohade Abd al-Wáhid II. El aumento de la presencia cristiana en el estrecho de Gibraltar y las relaciones comerciales hicieron que los notables de la ciudad depusieran a Al-Yanasti en 1238 y reconociesen la autoridad del califa. Este designó como gobernador de Ceuta a Abu-l-Abbás, a Abu Ali ibn Jalas al-Balansi como jefe de la aduana, a Abu Zakariyya ibn Muazahim como jefe de la flota y a Abu-l-Hassan como secretario de la cancillería. Posteriormente, el califa mandó como gobernador a Abu Muhámmad ibn Maksan, otorgándole plenos poderes administrativos. Tras su marcha, el único que siguió en el cargo fue Ibn Jalas, un musulmán proveniente de Valencia, que se hizo rico gracias al comercio con Marsella. Ibn Jalas se convirtió en gobernador de Ceuta y se rodeó de gente procedente de Al-Ándalus.
El erudito Ibn Sabin al-Mursí, originario de la Región de Murcia, marchó a Granada, donde fue profesor de gramática y literatura, y posteriormente fue a vivir a Ceuta. Federico II de Sicilia planteó una serie de preguntas filosóficas a varios eruditos sin recibir respuesta y, posteriormente, se dirigió con estas mismas preguntas al califa Abd al-Wáhid II. El califa encargó al gobernador ceutí Ibn Jalas que consultase a Ibn Sabín, que respondió en un escrito a las cuestiones de Federico II. Una mujer rica de la ciudad le construyó una escuela (zawiya), pero su doctrina ascética fue criticada por los alfaquíes y por el teólogo de Túnez Abu Bakr ibn Jalif al-Sakuni, lo que hizo que Ibn Jalas le desterrase y se marchó a Badis. En Ceuta también estuvieron los prestigiosos poetas Ibn Amira, de Alcira, Ibn al-Yannan e Ibn Sahl de Sevilla.
Entre 1239 y 1240 la ciudad pasó por una hambruna, fomentada por una crisis comercial, por el pago de indemnizaciones a los genoveses y por un desabastecimiento de trigo desde Gumara. Esto llevó a Ceuta a construir silos de trigo para prevenir futuras necesidades. En esta etapa llegaron al norte de África muchas personas provenientes de Al-Ándalus. Entre ellas estaba el antiguo gobernador de Almería, Muhámmad ibn al-Ramini, que fue recibido por Ibn Jalas y se instaló en Beliones. No obstante, empezó a conspirar contra Ibn Jalas y tuvo que exiliarse en Túnez, donde se convirtió en un personaje influyente en la corte de los hafsíes.

### Hafsíes
El califa Abd al-Wáhid II falleció en 1242 y fue sucedido por Al-Sa'id al-Mu'tadid. Hacia 1243 el gobernador Ibn Jalas se hizo vasallo del hafsí Abu Zakariyya. La población se opuso a este vasallaje y el fundador de la primera madrasa de la ciudad, Abu-l-Hassan al-Shari al-Gafiqi, tuvo que marcharse al exilio.
En 1248, durante la Reconquista de Sevilla que realizó Fernando III de Castilla, la flota tunecina y ceutí no pudo derrotar a la cristiana del almirante Ramón de Bonifaz en la batalla naval de Sanlúcar de Barrameda. En la corte hafsí, Ibn al-Ramini era contrario a Ibn Jalas. El gobernador de Ceuta mandó a Túnez un barco cargado de regalos en el que iban su hijo y el poeta Ibrahim Ibn Sahl, aunque este se hundió por el camino, pereciendo todos sus ocupantes. Ibn Jalas fue destituido como gobernador hacia 1249.
Abu Zakariyya nombró gobernador de Ceuta a su primo Ibn al-Sahil al-Hintati, que ejerció el poder de forma despótica y tuvo en contra a la población.

### Taifa de Ceuta
En 1249 falleció Abu Zakariyya. El desprestigio tras las derrotas sufridas ante los cristianos, las subidas de impuestos y la mala gestión política motivaron una rebelión en 1250 contra los musulmanes hafsíes. El marinero al-Rihandi se unió a los sublevados y realizó un pacto con Abu-l-Qásim al-Azafi, el presidente del consejo de notables (shura) de la ciudad. El encargado de la aduana fue asesinado y el gobernador tuvo que marcharse. La taifa de Ceuta estuvo gobernada por Abu-l-Qásim al-Azafi, que se alió con el califa almohade Abu Hafs Umar al-Murtada. Abu-l-Qásim fortaleció las murallas y mejoró la flota.
Hacia 1257 Ceuta logró conquistar la ciudad de Tánger. El gobernador azafí se marchó para recaudar impuestos entre los gumaras y el encargado de la hacienda, Ibn al-Amin, hizo que la ciudad se segregase. Los mariníes asesinaron a Ibn al-Amin hacia 1267 y conquistaron la ciudad. Posteriormente, Abu-l-Qásim recuperó Tánger.
En 1262 el emir nazarí de Granada, Muhammad ibn Nasr, envió una flota al mando del almirante Zafir contra la ciudad, que fue derrotada por los ceutíes.
Hacia 1265 los azafíes realizaron una expedición naval contra Arcila, que se encontraba abandonada, y destruyeron sus murallas para que no pudieran servir a sus enemigos. Posiblemente se tratase de una acción preventiva contra los cristianos, ya que Alfonso X de Castilla había realizado una expedición naval contra Salé en 1260.
En 1269 el sultanato benimerín, con capital en Fez, conquistó Marrakech, lo que supuso el fin del Imperio almohade en el norte de África.
En 1269 el Reino de Aragón, el Emirato de Granada, el sultán de los benimerines y Abu-l-Qásim firmaron un tratado de paz. Esto mejoró el comercio entre Ceuta y Aragón.
En 1273 los benimerines conquistaron Tánger. En 1274 los benimerines y los aragoneses firmaron el Tratado de Barcelona, con el que, por el pago de una gran suma de dinero, consiguieron el apoyo de la flota aragonesa para tomar Ceuta. La flota fue derrotada por los ceutíes, aunque los benimerines pidieron refuerzos a los aragoneses. Antes de que estos refuerzos llegasen, Abu-l-Qásim llegó a un acuerdo para mantener su taifa a cambio de apoyar militarmente a los benimerines.
En mayo de 1275 el sultán Abu Yúsuf desembarcó con su ejército en Tarifa, con apoyo de los ceutíes. Esta fue la primera de las cinco expediciones militares de los benimerines en la península. Estas consistieron en ataques puntuales para conseguir botín por el valle del Guadalquivir y en la ocupación de una franja de territorio que abarcaba Tarifa, Ronda y Estepona. En 1286 murió en Algeciras el sultán Abu Yúusuf, que fue sucedido por su hijo Abu Ya‘qub. La política del nuevo sultán consistió en mantener buenas relaciones con el Reino de Castilla y con el Emirato de Granada.
En 1279 falleció Abu-l-Qásim. Fue sucedido por su hermano Abu Tálib, aunque los hijos de Abu-l-Qásim mantuvieron puestos en el gobierno, destacando el de Abu Hatim.
Las derrotas infligidas a los benimerines por los cristianos de Castilla, a veces aliados con los nazaríes de Granada, hicieron que firmasen un tratado de paz con los castellanos en 1291. Ante la decadencia de los benimerines, en 1294 los ceutíes abandonaron el vasallaje al sultanato de Fez.
En 1304 los benimerines se enfrentaron a los ceutíes en la batalla de Tremecén. Los ceutíes fueron derrotados y el sultán pidió ayuda a Aragón para conquistar Ceuta, aunque los aragoneses, interesados en la paz con Castilla, se abstuvieron de intervenir.

### Emirato de Granada
El emir de Granada, Muhámmad III, encargó en 1304 al gobernador nazarí de Málaga, Abu Saíd Farach, que fuese a Ceuta para conseguir apoyos en contra de los azafíes, logrando la complicidad del comandante de la guarnición ceutí, Ibn Mukhlis. El emir mandó una flota de 120 barcos y conquistó la ciudad en 1306. Tras la conquista, los azafíes fueron deportados a Granada. En 1307 Muhammad III adoptó el título de señor de Ceuta.

### Benimerines
Jaime II de Aragón y el sultán benimerín Abu ul-Rabi firmaron el Tratado de Fez en 1309, en el que los aragoneses se comprometían a colaborar en la conquista de Ceuta a cambio del botín y acuerdos comerciales ventajosos. En 1309, la flota aragonesa bloqueó la ciudad y esta fue conquistada por los benimerines. Los benimerines argumentaron que no se había cumplido el tratado, ya que la ciudad solamente había sido conquistada con sus tropas y que la flota no había participado, por lo que los aragoneses no recibieron ningún botín.
Los azafíes se instalaron en Fez. El sultán Abu ul-Rabi falleció en 1310 y fue sucedido por Abu Saíd Uthmán, que hacia 1316 permitió a los azafíes regresar a Ceuta. El gobierno de la ciudad fue otorgado a los hijos de Abu Tálib: Abu Zakariya Yahya fue nombrado gobernador, su hermano Abu Saíd Abd al-Rahman almirante de la flota y Abu-l-Hassan Ali encargado del arsenal. En 1317 Abu Zakariya Yahya restableció el consejo de notables (shura). Para evitar que el regreso de los azafíes acabase con el dominio benimerín de Ceuta, el sultán obligó a un hijo del gobernador, Abu Abdallah Muhámmad, a quedarse en Fez.

### Taifa de Ceuta
Abu Zakariya Yahya empezó a conspirar contra el sultán. Atacó puertos cristianos en el estrecho de Gibraltar para fortalecer su posición y otorgó a Abd al-Haq ibn Uthmán, contrario a los benimerines, el mando del ejército. En 1319 el sultán cercó la ciudad y el gobernador dijo que sería leal a los benimerines si permitían a Muhámmad ir a Ceuta, lo que fue concedido. El gobernador Abu Zakariya Yahya acordó enviar al sultán una gran suma de dinero de los impuestos y valiosos regalos, por lo que fue mantenido en el cargo. Desde entonces la ciudad fue una taifa con vasallaje.

### Benimerines
Tras el fallecimiento de Abu Zakariya Yahya, en 1320, fue sucedido por Abu Abdallah Muhámmad, que fue gobernador del sultanato de los benimerines. Se desconoce por qué acabó vasallaje de 1319, pero puede deberse a rivalidades entre musulmanes asafíes y jerifes husayníes, que llevaron a que los asafíes se mantuviesen en el poder local como parte del sultanato.
Abu Abdallah Muhámmad tuvo enfrentamientos con su primo Muhámmad ibn Ali, hijo de Abu-l-Qásim Abu Zayd, en los que medió el sultán. Posteriormente hubo otros intentos de rebelión a los benimerines, unidos a enfrentamientos internos. En 1327 el sultán Abu Saíd Uthmán II aprovechó esta debilidad y ocupó la ciudad, poniendo una administración de leales a los benimerines en los puestos más importantes. En esta etapa se construyó la fortaleza Afrag. En 1331 el sultán fue sucedido por su hijo Abu al-Hasan 'Ali, que deportó a los asafíes a Fez.
En 1348 el hijo del sultán, Abu Inán, se sublevó contra su padre, Abu-l-Hassan. El jefe del consejo de notables de Ceuta, el jerife husaynita Abu-l-Abbás Áhmed, apresó a los representantes de Abu-l-Hassan y los envió ante Abu Inán. Cuando Abu Inán logró ser sultán, Abu-l-Abbás Áhmed fue confirmado en su cargo. Abu Inán fue asesinado en 1359, tras lo cual hubo un largo periodo de decadencia.

### Emirato de Granada
En 1384 Ceuta fue conquistada por el emir de Granada, Muhámmad V, que puso como gobernador a Abu Zakariya. En 1386 la ciudad fue sitiada por los benimerines. Aunque aquel gobernador resistió el asedio gracias a los avituallamientos de Málaga y Gibraltar, los benimerines, que contaban con el apoyo de los notables locales, pudieron conquistar de nuevo la ciudad.

### Benimerines
A mediados del siglo XIV el sultanato benimerín comenzó un periodo de decadencia por las divisiones internas, el aumento de la importancia de los visires de los distintos territorios y los adversarios castellanos, abdelwadíes de Tremecén y nazaríes. La ciudad estuvo bajo dominio benimerín entre 1386 y 1415.

## Edad Moderna

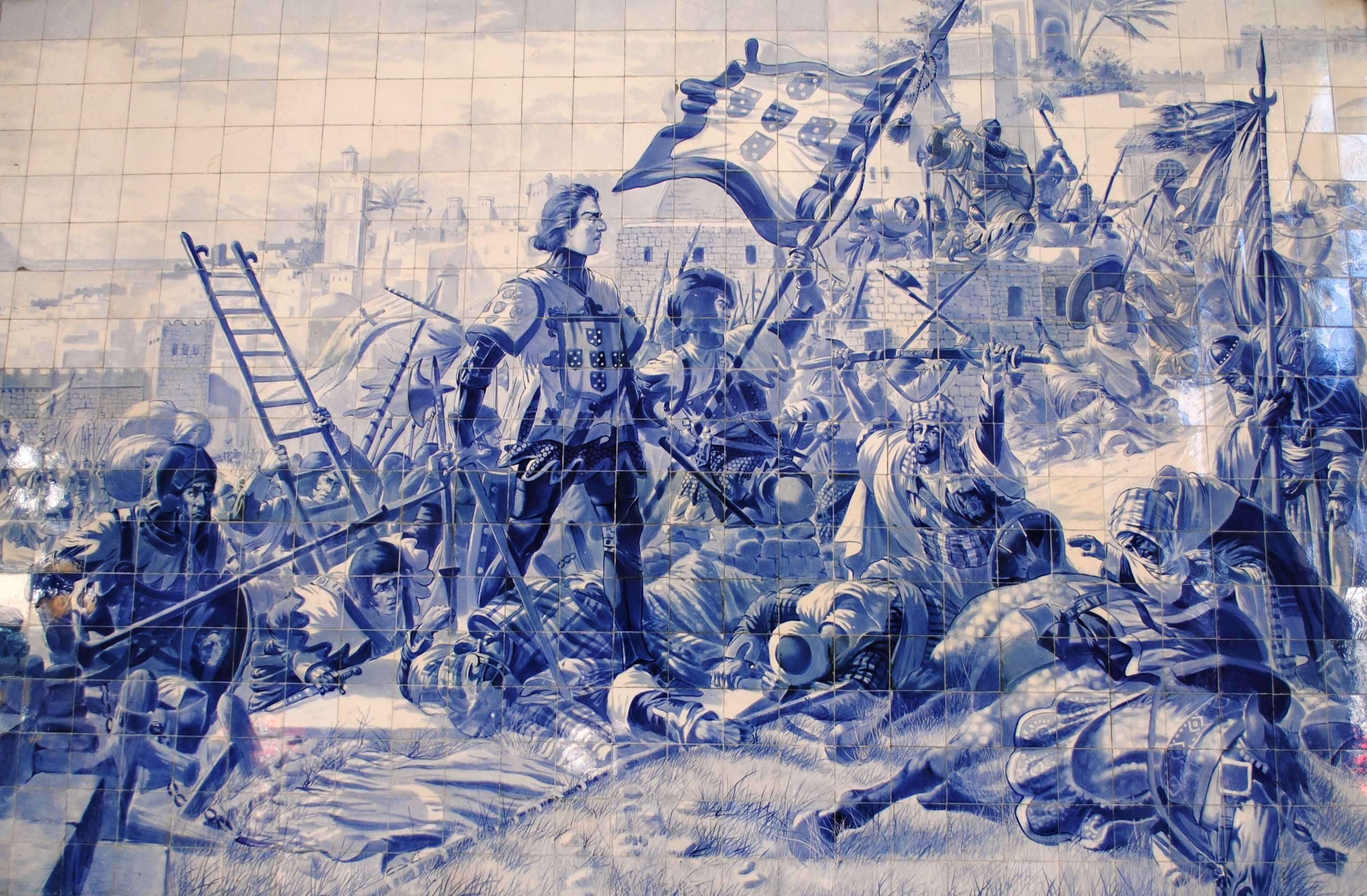
Azulejo de Enrique el Navegante en la conquista de Ceuta. Estación de São Bento. Oporto, Portugal.

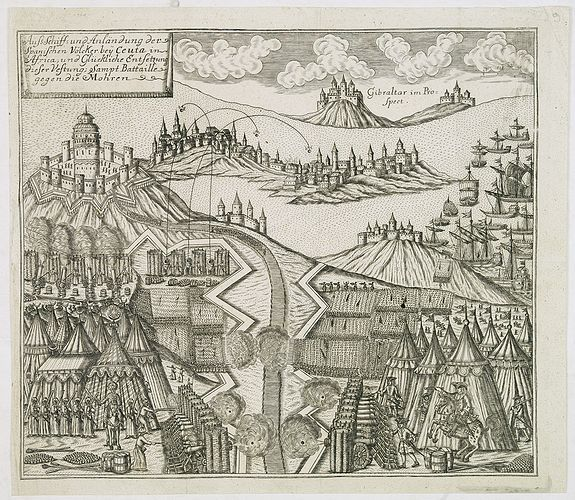
Sitio de Ceuta de 1419.

En 1415 una expedición portuguesa de Juan I, al mando del infante Enrique el Navegante, conquistó Ceuta a los benimerines. En la batalla tomó parte la Orden de Cristo. En 1419 llegó al trono granadino Muhámmed IX de Granada, con apoyo de los abencerrajes. Este organizó una flota con 64 barcos, entre los cuales había 11 galeras y 20 galeotas, y musulmanes veteranos de las guerras contra los cristianos para conquistar Ceuta. El plan era que los nazaríes atacasen la ciudad por la península de Almina y que los benimerines llevasen a cabo el sitio desde el sur. Tras comenzar el sitio, llegó una flota al mando de Enrique el Navegante para defender la ciudad. Los nazaríes huyeron con sus barcos a la bahía de Algeciras, dejando a las tropas desembarcadas en Ceuta. En la batalla hubo más de 3000 bajas entre los musulmanes en la península de Almina, contándose entre los muertos a Muley Çayde, sobrino del emir.
En 1421 Enrique mandó desde Portugal una imagen de la Virgen sosteniendo a Jesús yacente a la Orden de Cristo, indicándoles que su advocación era la de Virgen de África. Por encargo del infante, construyeron Santuario de Santa María de África y la declararon patrona de la ciudad, celebrándose su festividad el 5 de agosto.
Tras la conquista de la ciudad, Portugal pasó a tener una frontera marítima con el Emirato de Granada. El primer gobernador fue Pedro de Meneses, que convirtió la ciudad en un importante centro de corsarios.
En 1420 los militares castellanos Gonzalo y Juan de Saavedra colaboraron con los portugueses de Gonzalo Velho, venidos de Ceuta, atacando una población musulmana cercana a Marbella. A mediados de aquella década Álvaro Fernández de Palenço atacó unos cárabos granadinos que iban al Peñón de Vélez de la Gomera (Badis), Tánger y Anfa. En 1426 el hidalgo Luis Gonçalves capturó una carraca musulmana. Ese mismo año una flota de catalanes con base en Ceuta capturó unos barcos con trigo que iban de Anfa a Granada.
La actividad corsaria en esta región disminuyó a partir de 1434, cuando los portugueses pasaron el cabo Bojador y comenzaron la conquista de la costa atlántica africana.
En 1437 el rey Eduardo I de Portugal intentó, sin éxito, conquistar la ciudad de Tánger. El infante Fernando fue hecho prisionero. El sultán benimerín Abu Zakariya Yahya al-Wattasi permitió el reembarque del ejército luso a cambio de la devolución de Ceuta y, como garantía del pacto, mantuvo prisionero a Fernando. En las cortes celebradas en Leiría, Eduardo I y Enrique el Navegante propusieron el pago de un rescate por el hermano de ambos utilizando como mediador al emir de Granada. En 1438 fue a Fez una embajada nazarí para solicitar la liberación del infante a cambio de otros cautivos musulmanes. El sultán se negó y dijo que solo liberaría al infante si Portugal devolvía Ceuta. A principios de 1441 el rey Alfonso V mandó a Fernando de Castro a Ceuta para la negociación. Los detalles del acuerdo podrían ser redactados por Gome Anes y Martín Távora. Gome y Martín se reunieron con el emir en Granada y luego desembarcaron en Arcila en mayo. Las negociaciones estuvieron paralizadas en verano y, luego, ambos volvieron a reunirse con el emir. En noviembre llegó una embajada a Fez, formada por un jerife musulmán y el mercader João de Barca, con un recado del emir para Abu Zakariya que decía que si entregaban al infante a unos comerciantes genoveses él sería garante de la entrega de Ceuta. Las negociaciones fracasaron. Fernando murió en Fez en 1443.

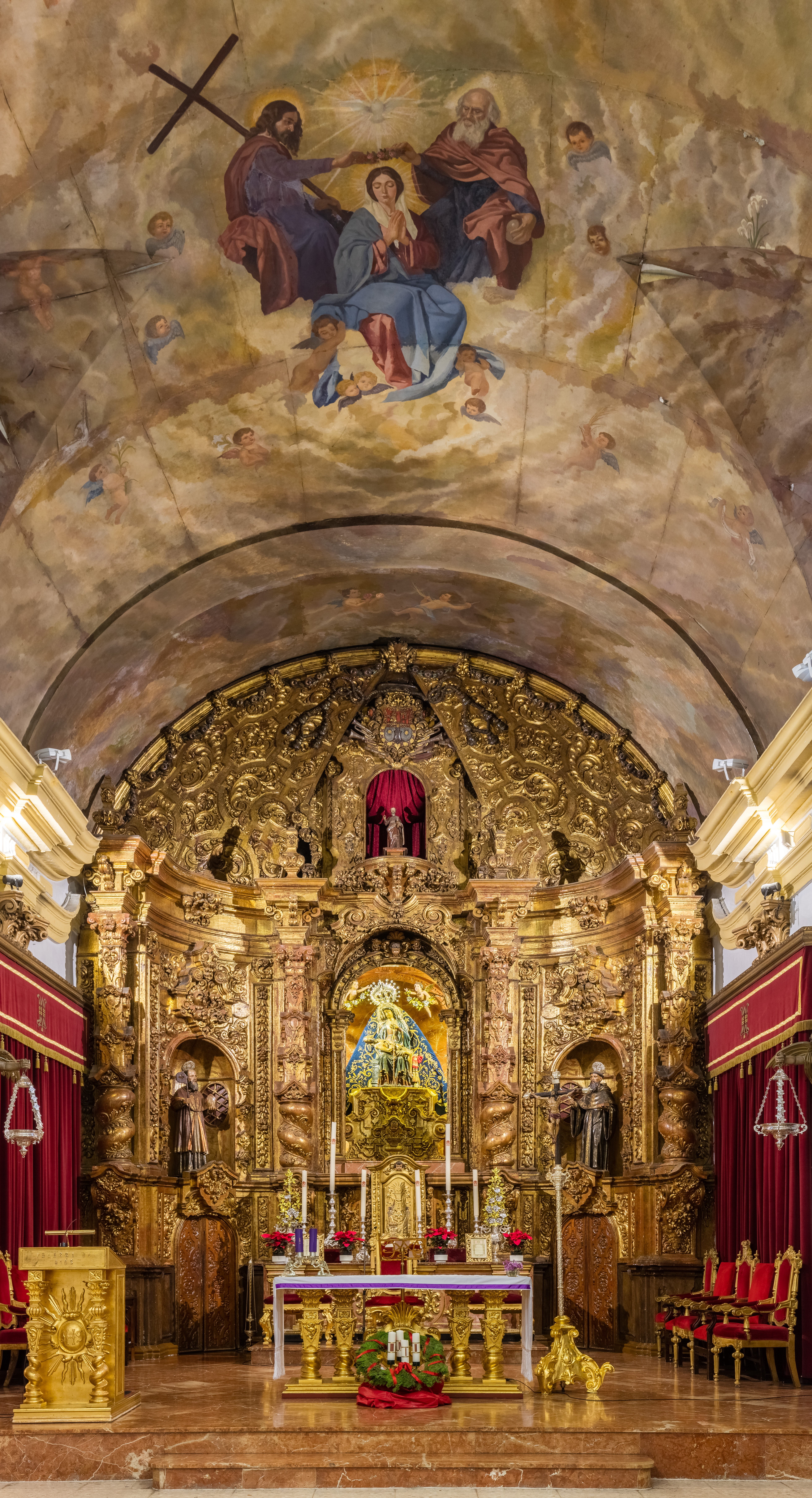
Santuario de Nuestra Señora de África. Ceuta.

En 1458 Alfonso V conquistó Alcazarseguir. En 1463 los portugueses intentaron, sin éxito, la toma de Tánger. En la década de 1460 aumentó la actividad de los corsarios en el Mediterráneo. En 1467 corsarios ceutíes atacaron Marbella, apoderándose del ganado. En 1470 un grupo de almogávares que se encontraban en Alcazarseguir, dirigidos por el gibraltareño Gonzalo de Bollullos, fueron a la península y atacaron Casares.
En el siglo XIV Ceuta había mantenido relaciones comerciales con el Emirato de Granada, pero estas cesaron tras la conquista cristiana de 1415. Además, la bula Romanus Pontifex del 8 de mayo de 1433, de Eugenio IV, prohibió vender armas y materiales estratégicos a los musulmanes. Sin embargo, en 1468 el arráez musulmán Mohamad Çercoti creó una taifa en Málaga, que pasó de nuevo a ser controlada por el emir nazarí en 1473. En ese periodo hubo algo de comercio entre Málaga y Ceuta.
En el siglo XV los portugueses crearon una ruta comercial que partía de Oporto, pasaba por Ceuta y Valencia, y llegaba a Cataluña.
Los corsarios hacían prisioneros que eran rescatados por los musulmanes con el pago de sumas de dinero. Los genoveses se encargaban a veces de estas gestiones, actuando como alfaqueques, pero también era habitual que vinieran de Granada. Esto se convirtió en un importante negocio para la ciudad.
En el siglo XV, con Alfonso V, los portugueses aumentaron sus territorios en el norte de África. Tras la conquista de Alcazarseguir en 1458, conquistaron también Arcila y Tánger en 1471.
El príncipe Juan encargó a las autoridades portuguesas en el norte de África la realización de una conspiración para desestabilizar el Emirato de Granada con abenzarrajes exiliados en Fez tras una represión nazarí, que conseguirían el apoyo de jefes musulmanes de la serranía de Ronda. Para ello, contaban con la colaboración del mariscal de Castilla en Tarifa, Hernando Arias de Saavedra. No obstante, la conspiración finalizó porque uno de estos jefes musulmanes fue apresado por el alcaide de Gibraltar.
En 1477, durante la guerra de sucesión castellana, Hernando Arias de Saavedra se posicionó en contra de los isabelinos. Esperaba tener apoyo de las guarniciones portuguesas de Arcila, Tánger y Ceuta, con las que Tarifa mantenía relaciones comerciales, pero no se lo otorgaron. Cuando Fernando Arias perdió Utrera en 1478 empezó a provocar a los granadinos en la frontera para que rompieran sus treguas con Castilla. Sin embargo, todo aquello coincidió con una delegación lusitana en Granada para acordar treguas entre Castilla y el emirato. Esta situación hizo que los Reyes Católicos tuviesen una flotilla vigilando el estrecho de Gibraltar hasta el fin de aquel conflicto.
La Catedral de Ceuta data del siglo XV. Entre finales del siglo XVII y comienzos del XVIII fue reformada por el arquitecto Juan de Ochoa. Las obras comenzaron en 1686. En 1727 fue consagrada a la Asunción de la Virgen María. En 1735 Juan de Ochoa realizó la capilla sacramental. En el presbiterio hay un lienzo de la Virgen de la Asunción de 1828. La catedral fue restaurada entre 1954 y 1955 por los arquitectos Gaspar y José Blein.

## Incorporación a España
En el siglo XVI España ya tenía en el norte de África los territorios de Melilla, el Peñón de Vélez de la Gomera, Orán y Mazalquivir. En 1578 Felipe II de España heredó el Reino de Portugal. La anexión tuvo lugar en 1580. Esto trajo consigo la incorporación a España de Ceuta, Arcila, Tánger y Mazagán. Las condiciones de la unificación fueron acordadas en las Cortes de Tomar de 1581.
Ceuta ya tenía una comunidad de españoles, que aumentó a partir de 1580. Entre finales del siglo XVI y comienzos del XVII no vivieron en este lugar militares españoles, aunque sí que estuvieron en la ciudad en momentos en los que se consideraba necesario, como en la epidemia de peste de 1594 y al sospecharse un ataque musulmán o inglés en 1625.

Ceitil, moneda portuguesa propia de Ceuta donde aparece el blasón heráldico de la ciudad.

La ciudad de Larache fue de gran interés para Felipe II. El rey mandó varias misiones diplomáticas al sultán saadí para hacerse con la ciudad. En 1610, el sultán Mohámmed esh-Sheij el-Mamún, derrotado por su rival Mawlay Zidán Abu Maali, otorgó la ciudad a Felipe III a cambio de su ayuda para recuperar el trono saadita. La ciudad pasó a llamarse San Antonio de Larache. En 1614 España conquistó La Mamora.
En 1631 los ceutíes ayudaron en la defensa de Larache.
En 1636 se solicitaron hombres de Ceuta, Tánger y otras ciudades españolas del norte de África para luchar contra los holandeses en Pernambuco. Finalmente, en 1638 se embarcaron en Cádiz 100 hombres de Ceuta y más infantería procedente de Tánger. Al mismo tiempo, España envió a estas ciudades del norte de África al mismo número de militares, reclutados en Andalucía por el tercio de Gaspar de Carvajal.
A finales de 1638 se solicitaron 500 soldados de Ceuta y Tánger para ir a Cantabria, para hacer frente a los franceses y responder al sitio de Fuenterrabía. Se reclutaron 300 soldados en Ceuta para esto. El verano de 1639 se mandaron tropas desde Cádiz para defender la ciudad, tras lo cual regresaron los ceutíes reclutados.
En 1640 Juan, duque de Braganza, se proclamó rey de Portugal. Las ciudades del norte de África consideraron ajena esa proclamación y la población de Ceuta tomó parte a favor de Felipe IV de España. El gobernador de la ciudad, Francisco de Almeida, ya había terminado su trienio y se iba a dirigir a Lisboa, donde se nombraba a los gobernadores. Por ello, se envió como sustituto al castellano Juan Fernández de Córdoba, marqués de Miranda de Anta y caballero de la Orden de Santiago. El gobernador y los notables de la ciudad escribieron cartas de apoyo a Felipe IV y muchos afirmaron que morirían por el rey de España.
Para proteger a la ciudad de ataques musulmanes o ingleses, en 1646 el conde de Torres Vedras, gobernador de Ceuta, encargó 100 soldados más para su guarnición, que fueron enviados desde Andalucía. En septiembre de 1648 más de 50 hombres murieron en un combate contra los musulmanes. En octubre el Consejo de Guerra encargó al duque de Medinaceli el envío de entre 70 y 80 hombres a Ceuta como refuerzo.
Felipe IV, por Real Cédula del 30 de abril de 1656, otorgó a los ceutíes la condición de naturales de Castilla y a la ciudad el título de Fidelísima por no haber reconocido como legítimo a Juan de Braganza.
A mediados del siglo XVII se estableció que en Ceuta debía haber cuatro compañías fijas, con un total de 400 hombres. No todos los que formaban parte de estas compañías provenían de la península. Una lista de los integrantes de 1659 indica que había 34 ceutíes. En 1662 fueron enviados 162 hombres para estas compañías.
Felipe II creó el Consejo de Portugal en 1582. El monarca contaba también con el Consejo de Castilla y el Consejo de Aragón. Felipe IV creó la Junta de Portugal en 1639, que se mantuvo hasta 1658, en que fue sustituida por un nuevo consejo. Entre 1639 y 1668 fueron secretarios de la junta y del consejo: Diego Suárez (que fue apartado de su cargo tras una visita del conde duque de Olivares), Gabriel Almeida de Vasconcelos, Alfonso de Lucena, Francisco Antonio de Almeida y Crispín González Botelho. Después de que el duque de Braganza se proclamase rey de Portugal en 1640, hubo una guerra que finalizó con el Tratado de Lisboa de 1668. En el tratado de paz se reconoció la independencia portuguesa. En el texto se especificó que Ceuta se quedaría como española. En 1668 se disolvió el Consejo de Portugal y Ceuta pasó a depender del Consejo de Guerra de la monarquía española.

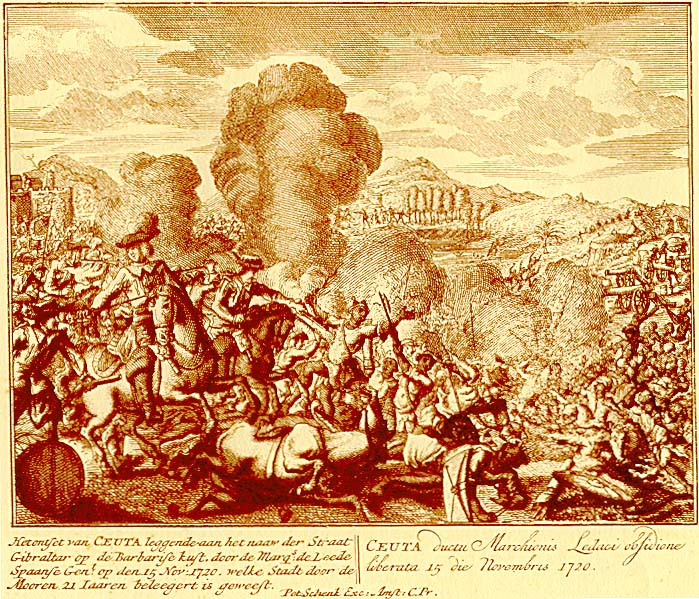
El marqués de Lede en el sitio de Ceuta.

En 1672 llegó al trono el sultán Mawlay Ismaíl. En 1681 conquistó La Mamora a los españoles, en 1684 conquistó Tánger a los ingleses, en 1689 conquistó Larache a los españoles y en 1691 Arcila a los españoles. En 1694 sitió la ciudad de Ceuta desde los campos de alrededor, con tropas y artillería con la que realizaban bombardeos. En 1695 logró ocupar la zona de la plaza de Armas. La batalla continuó de esta forma 9 años, durante los cuales la ciudad recibía refuerzos españoles de la península. En 1701 comenzó la guerra de sucesión española. En 1704 los austracistas, con apoyo inglés y holandés, ocuparon Gibraltar. Desde este lugar, los británicos interrumpieron los suministros a Ceuta. Luego, los ingleses mandaron una flota a Ceuta y bombardearon la ciudad con sus cañones desde el mar, mientras que los musulmanes sitiaban la ciudad por tierra. En 1720, tras 26 años de asedio, llegó a la ciudad el marqués de Lede con 16 000 soldados, logrando que las tropas del sultán se retirasen temporalmente a Tánger. Meses después, hubo una epidemia de peste negra y las tropas se retiraron. El sultán aprovechó para volver a sitiar la ciudad. En 1727, tras la muerte del sultán, sus hijos se disputaron la sucesión al trono, lo que produjo el fin de aquel sitio. El hecho se conoció como el Sitio de los Treinta y Tres Años. Gran parte de la ciudad tuvo que ser reconstruida.
Felipe V, por la Real Ordenanza 2 de mayo de 1710, creó el Real Regimiento de Artillería de España. El Tercer Batallón se destinó a Andalucía y a los territorios en África, entre ellos Ceuta. El Regimiento de Artillería Mixto N.º 30 de Ceuta es sucesor de aquello. En el 2010, con motivo del III Centenario, se le puso un monumento de bronce en el baluarte de Santa Ana de Ceuta, donde aparecen estos soldados con uniformes de la década de 1850.
En 1732 el sultán Abdalá II envió un ejército que se unió a los cabileños y sitió la ciudad de Ceuta, pero fueron derrotados el mariscal de campo Antonio Manso y la guarnición.
Entre junio de 1743 y septiembre de 1744 hubo una epidemia de peste negra en la que murieron entre 1000 y 4000 personas.
En 1757 las tropas del sultán Abdalá IV sitiaron Ceuta, de forma infructuosa.
Abdalá IV fue sucedido por Mohámmed III. En 1765 el sultán entregó una carta al gobernador de Ceuta para Carlos III ofreciéndole el comienzo de relaciones diplomáticas. Carlos III empleó como diplomático al fraile franciscano Bartolomé Girón de la Concepción, que se trasladó de Cádiz al norte de África y fue luego a Algeciras con el secretario del sultán, Hamed El Gazel. En 1766 El Gazel se entrevistó con Carlos III y, posteriormente, con el marqués de Grimaldi, conde elaboraron una serie de bases jurídicas. En 1767 Jorge Juan, como diplomático, y El Gazel fueron a Tetuán. Jorge Juan fue recibido por el sultán y luego se reunió con El Gazel para la elaboración de un tratado, con base en lo ya establecido en la corte española. El tratado fue firmado por el sultán y por Jorge Juan, como embajador de Carlos III. El Tratado de Paz y Comercio establecía la instalación de un consulado en Larache y de vicecónsules en Tetuán, Tánger y Mogador. También menciona las plazas españolas Ceuta, Melilla, el Peñón de Vélez de la Gomera y Alhucemas, indicando que sus fronteras estaban ya acordadas. Posteriormente, Jorge Juan fue a Mogador y, desde allí, se dirigió a Cádiz.
En 1774 el sultán sitió Melilla, con apoyo británico. El asedio fue derrotado por el gobernador Juan Sherlock y la guarnición de la ciudad. Tras esto se firmó el Convenio de Amistad y Comercio de 1780 en Aranjuez. En el Convenio de 1782, el sultanato aceptó la ampliación de los límites de la ciudad de Ceuta.
En 1785 el embajador Francisco de Salinas y Moñino, en representación de España, subscribió otro acuerdo de colaboración con el sultanato.
En 1790 Mohámmed III fue sucedido por Al-Yazid. Este emprendió una política de ataques a los judíos y dijo que solo mantendría buenas relaciones con Gran Bretaña y la República de Ragusa. Aunque luego comunicó al cónsul de España en Tánger, Juan Manuel González Salmón, que también deseaba mantener buenas relaciones con España, empezó a acumular municiones en Tetuán y a construir un camino que unía esa ciudad con Ceuta. También prohibió que se vendiera trigo a los españoles. Posteriormente, arrestó a Mohámmed el Larbi, que fue ministro de Mohámmed III y que era partidario de las buenas relaciones con España, y lo ejecutó. Le cortó las dos manos y la cabeza. Una mano apareció clavada en la puerta del consulado de España en Tánger y la cabeza en el hospicio franciscano de Mequinez.
Al Yazid acumuló 10 000 bombas en Larache. Posteriormente, arrestó a los franciscanos de Larache y al cónsul español de esa ciudad. La población española de Tánger y el cónsul Juan Manuel González Salmón abandonaron la ciudad en la fragata Santa Catalina. Luego, los españoles apresaron a dos jabeques marroquíes para canjearlos por los españoles cautivos. Cuando el sultán se enteró, mandó ejecutar a dos de sus confidentes y a su gobernador en Tánger, los decapitó y colgó sus cabezas del consulado español.
En septiembre de 1790 Al-Yazid sitió Ceuta con un ejército de entre 18 000 y 20 000 hombres. Gran Bretaña les proporcionó artilleros para manejar sus cañones y les suministró pertrechos desde Gibraltar. Ceuta estaba defendida por 12 228 militares dirigidos por el gobernador, el general Luis de Urbina. Aunque la mayor parte de la guerra tuvo lugar en Ceuta, también se produjeron sitios en Melilla, el Peñón de Vélez de la Gomera y Alhucemas. En octubre, tras meses de asedio y bombardeos, Urbina se reunió con Alí, primo del sultán, pero el general exigió que antes de cualquier negociación debían retirarse las tropas marroquíes. La negociación solo fue una estratagema para ganar tiempo, ya que se mandaron más tropas al cerco de la ciudad y el asedio continuó. El militar de artillería Luis Daoiz se presentó como voluntario para la defensa de Ceuta y, posteriormente, fue uno de los héroes del 2 de mayo de 1808, contra la invasión francesa.
En diciembre de 1790 Al-Yazid envió al embajador Mohámmed Ibn Uthmán a Ceuta y de ahí a Madrid, donde se entrevistó con Carlos IV el 27 de enero de 1791. Las demandas del sultán fueron la imposición de unos costes enormes a las importaciones de trigo y la entrega al sultanato de Ceuta, Melilla, Vélez de la Gomera y Alhucemas. Tras el rechazo de las exigencias del sultán, este nombró como nuevo embajador a su primo Alí, que solicitó el pago de un millón de dinares y la entrega de las plazas españolas en el norte de África. Carlos IV rechazó estas exigencias y realizó una declaración de guerra a Marruecos por Real Orden del 15 de agosto de 1791, tras lo cual se llevó a cabo el bombardeo de Tánger. Los sitiadores de Ceuta fueron derrotados en octubre de 1791.
En diciembre de 1790 Muley Hisham, hermano del sultán, se había rebelado para hacerse con el trono. Al-Yazid murió en febrero de 1792 por heridas sufridas en una batalla contra Muley Hisham. En su lucha por el poder contra Al-Yazid, Hisham contó con el apoyo de España. Hisham agradeció el apoyo prestado y propuso mantener buenas relaciones y paz a Carlos IV. La guerra entre los hermanos de Al-Yazid continuó, hasta que se impuso el sultán Sulaymán en 1797.

## Edad Contemporánea
Los acuerdos de 1767, 1780 y 1785 fueron referidos también en el Tratado de Paz, Amistad, Navegación, Comercio y Pesca de 1799, firmado por el embajador Juan Manuel González Salmón, donde se reconoce la soberanía española de Ceuta.

### SigloXIX
Después de la Paz de Amiens de 1802, las relaciones entre España, entonces aliada de Francia, y Gran Bretaña mejoraron mucho. El príncipe Eduardo, duque de Kent, fue nombrado gobernador de Gibraltar y realizó una visita a Ceuta. En 1808, en el contexto de la guerra anglo-española de 1804-1809, los británicos mandaron a 300 hombres de Gibraltar al islote Perejil, cercano a Ceuta, y bloquearon el estrecho. La ocupación británica del islote Perejil finalizó en 1813, cuando Fernando VII solicitó que se retirasen de esta plaza.

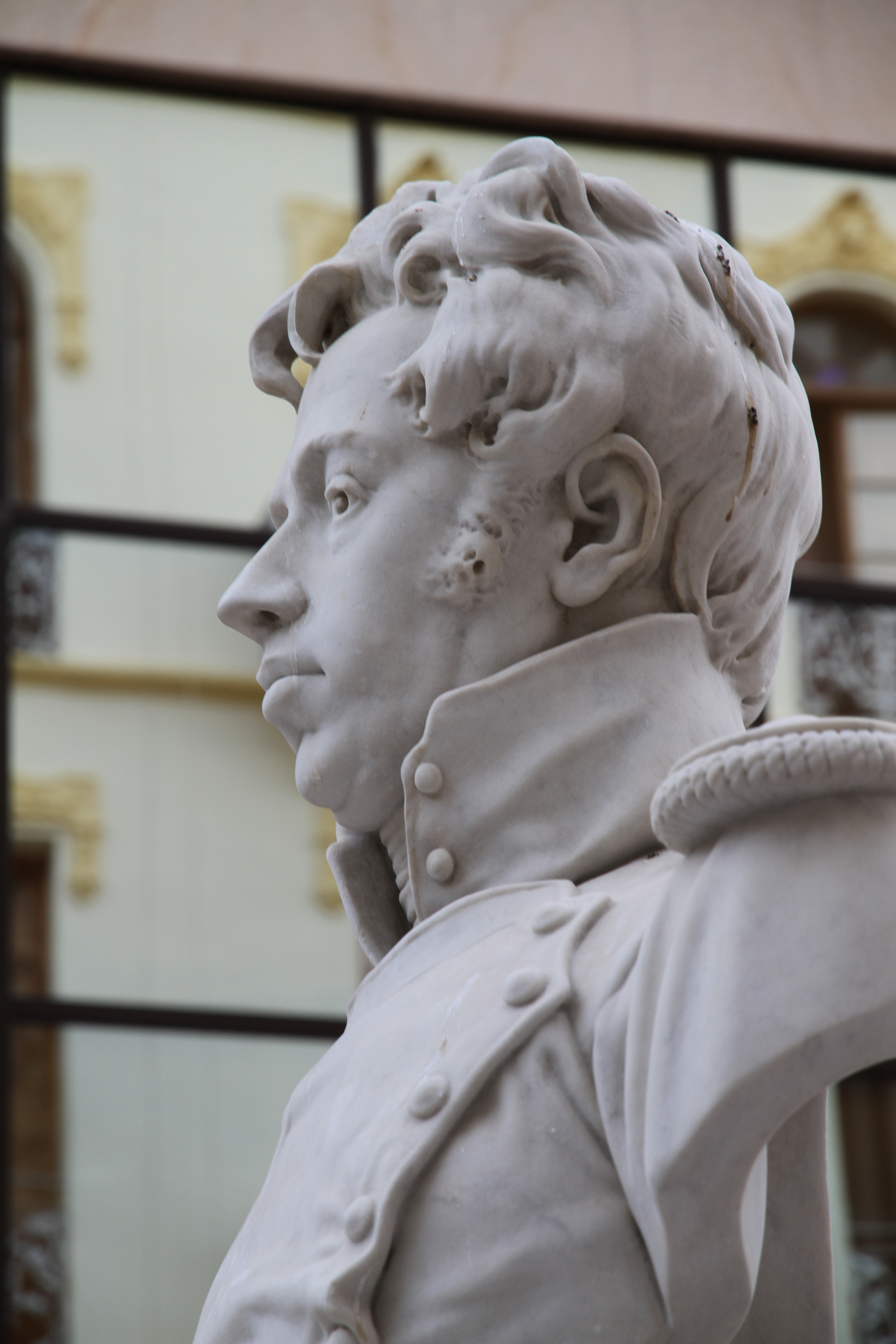
Busto del teniente Jacinto Ruiz y Mendoza en Ceuta.

En 1808 España fue invadida por el ejército francés. Napoleón Bonaparte puso como rey de España a su hermano, José I Bonaparte. El 2 de mayo de 1808 los españoles se rebelaron en Madrid contra el invasor, comenzando así la Guerra de la Independencia. El teniente Luis Daoiz, héroe del 2 de mayo, participó en la defensa de Ceuta en 1790 y tiene una calle a su nombre en la ciudad. En 1892 se inauguraron un monumento y una plaza dedicados al teniente ceutí Jacinto Ruiz y Mendoza, que también estuvo en aquel levantamiento. El general Francisco Javier Castaños ofreció las tropas que mandaba a la Junta Suprema de España e Indias de Sevilla, constituida el 27 de mayo de 1808 contra el invasor, y el 1 de junio comunicó el alzamiento al brigadier Ramón de Carvajal, gobernador de Ceuta.
Gran Bretaña fue aliada de España contra los franceses. El 5 de junio de 1808 unos barcos ingleses transportaron a tres regimientos de la guarnición de Ceuta hasta Algeciras para participar en la guerra. La Armada Española, bajo el mando del almirante gaditano Juan José Ruiz de Apodaca y Eliza y del teniente general ceutí Juan Joaquín Moreno de Mondragón, se enfrentó el 9 de junio a la escuadra francesa del vicealmirante François Étienne de Rosily-Mesros, que se encontraba en la Poza de Santa Isabel de la bahía de Cádiz, y la derrotó en cinco días.
El 15 de julio de 1808, el Regimiento Fijo de Ceuta se destacó en la Batalla de Villanueva de la Reina. Luego tomó parte en la Batalla de Mengíbar del 16 de julio y en la Batalla de Bailén del 19 de julio. También se destacó en la Batalla de Tudela del 23 de noviembre de 1808.
Las juntas creadas en las ciudades españolas se unificaron en la Junta Suprema Central en Aranjuez, el 25 de septiembre de 1808, presidida por José Moñino y Redondo, conde de Floridablanca. Aquel año, el cargo pasó a Vicente Joaquín Osorio de Moscoso y Guzmán, marqués de Astorga. En 1809 pasó a estar presidida por Juan Acisclo de Vera y Delgado, arzobispo de Laodicea. En 1810 las tropas francesas invadieron Andalucía, conservándose Cádiz. En febrero de 1810 se creó el Consejo de Regencia. En marzo el Consejo de Regencia nombró gobernador de Ceuta a José María de Alós y de Mora.
En previsión de un ataque francés, la guarnición de Ceuta fue reforzada con un regimiento británico, al mando del escocés John Fraser. Buena parte del regimiento estaba formada por católicos irlandeses.
En septiembre de 1810 se crearon las Cortes de Cádiz, que no reconocieron como rey a José I y redactaron la Constitución de 1812. Estas cortes ejercieron su soberanía sobre los territorios no ocupados, entre los que estaban Baleares, Canarias, Ceuta y Melilla.
Muchos españoles tuvieron que marcharse a Ceuta para huir de los franceses: el arzobispo de Laodicea, los duques de Medinaceli y Abrantes, los marqueses de Ariza, de Villanueva de Duero, los condes de Miranda, Villariezo, Corrés y de la Puebla, los miembros de la Inquisición de Sevilla y políticos como Francisco Saavedra. Había tantos personajes relevantes en la ciudad que el diputado Vicente Morales Duárez, representante de Perú, propuso el traslado de las Cortes a Ceuta, pero esto fue rechazado.
El artículo 10 de la Constitución de 1812 menciona que el territorio español comprende "la península con sus posesiones e islas adyacentes" y "las Canarias con las demás posesiones en África". Aunque un diputado planteó mencionar expresamente Ceuta, Melilla, el Peñón de Vélez de la Gomera y Alhucemas, estos territorios se entendieron ya referidos por el artículo 10.
El 1 de agosto de 1812, se proclamó la Constitución en el balcón de la torre del Cuartel del Reloj, en la plaza de África, cuyo nombre fue cambiado por el de plaza de la Constitución. Las autoridades locales, los religiosos y ciudadanos del pueblo juraron la Constitución ese día. El 2 de agosto se proclamó también en una misa solemne en la catedral.
El 21 de octubre de 1812 el obispo de Ceuta, Domingo de Benaocaz, tomó juramento de fidelidad al Consejo de Regencia de Cádiz a todos los miembros del cabildo catedralicio y él mismo juró ante el dean.
Por los artículos 309 y 310 de la Constitución de 1812, Ceuta creó su primer ayuntamiento. En enero de 1813 se nombró como primer alcalde a Francisco Cano. Sin embargo, este nombramiento fue anulado por Alós, gobernador militar, porque consideraba incumplidas las normas electorales. Posteriormente, Alós dimitió y fue sucedido por Pedro de Grimarest. El 14 de marzo de 1813 la ciudad pasó a estar incluida administrativamente en la provincia de Cádiz. La Junta Superior Provincial de Cádiz estaba presidida por Cayetano Valdés. De este modo, la ciudad contaba con tres autoridades públicas: la Junta Provincial de Cádiz, el ayuntamiento y el gobernador militar. El 14 de marzo de 1813 se suprimió la Junta de Abastos, que dependía del gobierno militar y controlaba el erario público de la ciudad, por lo que los fondos públicos pasaron a estar gestionados por la corporación municipal. En el verano los franceses fueron expulsados de España. Las Cortes de Cádiz finalizaron el 14 de septiembre de 1813. El 14 de enero de 1814 la sede del gobierno nacional pasó a estar, de nuevo, en Madrid. Con el regreso de Fernando VII y el absolutismo, el gobierno de Ceuta pasó a depender del gobernador militar.
En 1816 pasó a ser obispo de Ceuta Rafael de Vélez, defensor del absolutismo.
Tras la instauración del absolutismo en 1814, hubo varios militares que se sublevaron por la causa liberal: Francisco Espoz y Mina (1814), Juan Díaz Porlier (1815), Luis Lacy y Gautier (1817), la tropa de la provincia de Cádiz (1819) y Rafael del Riego (1820). La de 1819, conocida como sublevación del Palmar, fue atajada por el ceutí Pedro Sarsfield.
Con el absolutismo, estuvieron presos en Ceuta los liberales Agustín de Argüelles Álvarez, Juan Álvarez Guerra y Felipe González Vallejo.
En el Trienio Liberal, entre 1820 y 1823, Ceuta volvió a contar con un ayuntamiento, que estuvo presidido por Manuel del Baño. En este periodo fueron desterrados el obispo Rafael de Vélez y los canónigos Pedro Huguet, Lázaro García Pertierra y Juan de Mesa. También fue desterrados militares, entre los que estuvieron José Girón, Joaquín Fernández, Antonio Montes de Oca, Antonio Avilés y Castro y Josef Gordillo. El absolutismo fue restablecido en 1823. En 1825 fue desterrado el canónigo Andrés Claudel, por apoyar el alzamiento de Jorge Bessières.
El ayuntamiento fue restablecido en 1827.
En el siglo XV los franciscanos fundaron un convento en Ceuta. En 1568 los franciscanos se lo cambiaron a la Orden de la Santísima Trinidad por su cenobio en Tánger. Los trinitarios de Ceuta se dedicaron a costear la liberación de cautivos cristianos de los musulmanes. El convento fue exclaustrado en 1820. Los frailes regresaron en 1824. Sin embargo, fue desamortizado en 1835. A finales del siglo XIX, el convento, abandonado y en estado de ruina, fue derribado.
En Ceuta hubo una prisión, que estuvo regulada por el Reglamento para la Provisión de los Presidios de África del 10 de noviembre de 1745. En 1834 el gobierno decretó que los presos que debieran cumplir condenas de más de ocho años lo harían en los penales de Ceuta, Melilla, Alhucemas y el Peñón de Vélez de la Gomera. En estos presidios el trabajo era obligatorio, por lo que en 1841 se decretó que tuvieran escuelas de alfabetización y talleres de artes y oficios. En el siglo XIX los presos estaban en la fortaleza del monte Hacho, en el Jadú y en el Serrallo. También contaba con una zona con talleres y el hospital de Jesús María y José. En 1849 había 2 131 presos. Esta prisión fue cerrada en 1911.
El 28 de marzo de 1837 unos cabileños asesinaron al concejal José Valverde cuando estaba recopilando información sobre los movimientos de población en la frontera. Entre el 15 y el 16 de julio de 1837 un grupo de musulmanes ocupó una parte campo que rodeaba Ceuta. Esto dio lugar al Acuerdo de Tánger del 25 de agosto de 1844, al Convenio de Tánger del 7 de octubre de 1844 y al Convenio de Larache del 6 de mayo de 1845, entre España y el sultanato, con la mediación de Gran Bretaña.
En 1847 Antonio Ros de Olano fue enviado a Ceuta como capitán general de la Capitanía General de África, creada ese mismo año. En mayo de 1848 descubrió una conspiración para sublevar la ciudad y entregarla a los ingleses y atajó la rebelión. En octubre de 1848 abandonó la ciudad para ser capitán general de Burgos. Fue sucedido en la Capitanía General de África por Trinidad Balboa. Este fue sucedido por Cayetano Urbina y Daoiz. La Capitanía General de África fue suprimida en 1851.
El 7 de julio de 1849 la ciudad fue visitada por el duque de Montpensier y su esposa, María Luisa Fernanda de Borbón, hermana de Isabel II. Fue la primera visita de un miembro de la familia real española. El motivo de la visita del duque fue hacer un informe para mejorar la situación de Ceuta. También financiaron la construcción del faro, entre 1851 y 1855.
Entre 1830 y 1846 fue obispo de Ceuta Juan José Sánchez Barragán y Vera. Gracias a los fondos económicos que había dejado este obispo se creó, por Real Orden de 1850, la Fundación Barragán. El ayuntamiento colaboraba en su financiación. Esta institución enseñaba aritmética, geometría, dibujo técnico, física, química y música. La enseñanza era gratuita para los alumnos pobres. A comienzos del siglo XX se creó, gracias al patrimonio que había dejado en su testamento este obispo, el Banco de Pescadores.
El 8 de agosto de 1855 hubo un incendio en el parque de Artillería, que provocó varias explosiones. La gente rezó para que aquel suceso finalizara y comenzó a llover. Posteriormente, pasó a llover solamente de una nube sobre ese lugar. Esto hizo que el incendio finalizase. Se atribuyó a un milagro por intercesión de la Virgen de África.

#### Guerra de África

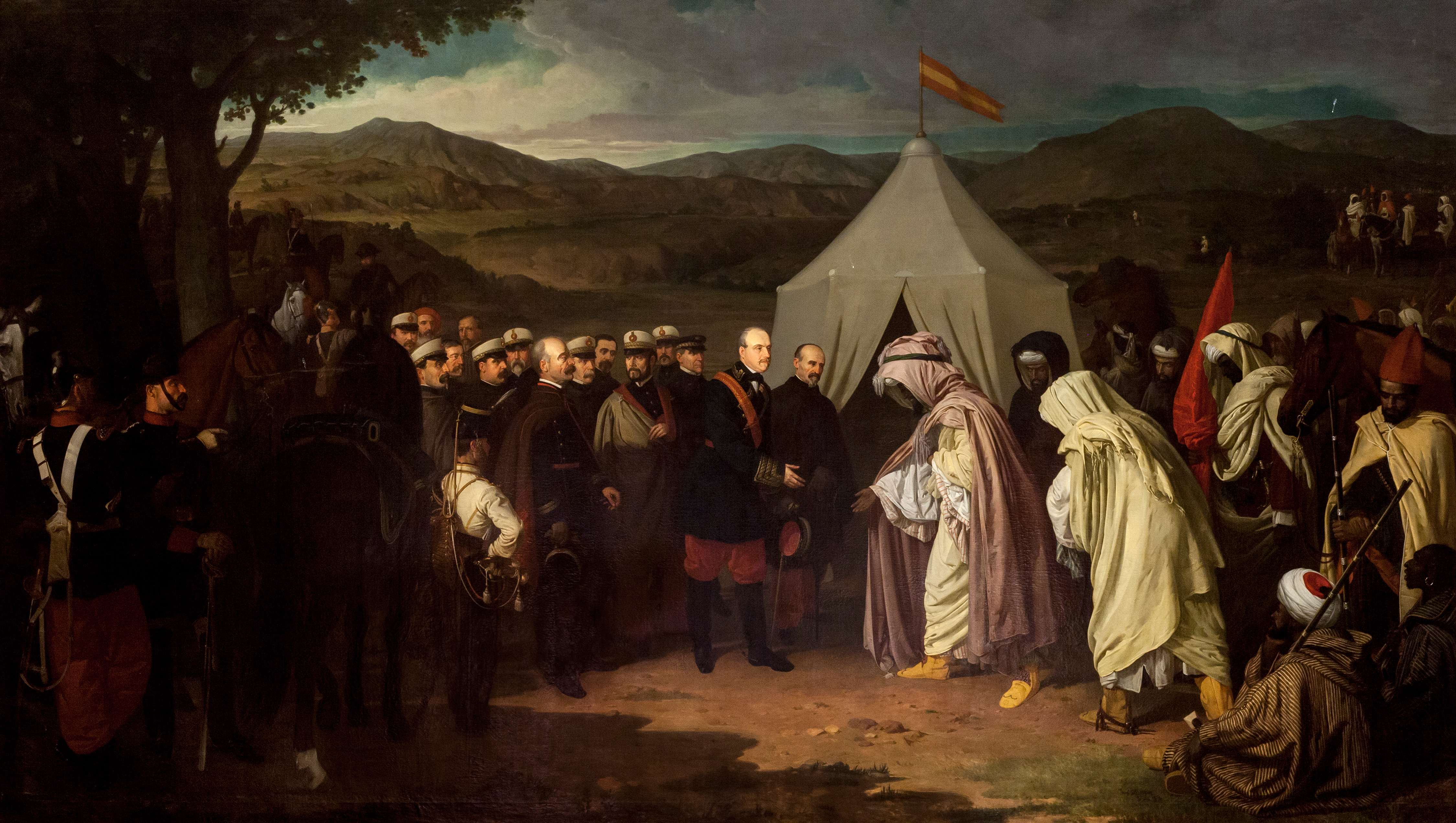
La Paz de Wad-Ras. Joaquín Domínguez Bécquer. 1870. Ayuntamiento de Sevilla.

El 10 de agosto de 1859 un grupo de cabileños atacaron al cuerpo de guardia y destruyeron los puntos de demarcación del terreno pactados en 1844. En los días siguientes se produjeron enfrentamientos en el Otero y se reforzó la guarnición. El gobierno español emprendió, además, contactos diplomáticos pero la muerte del sultán Abderrahman I y la llegada al trono de Mohammed IV complicaron la labor diplomática.  Los combates continuaron en el campo de Ceuta y el 22 de octubre el gobierno declaró la guerra a Marruecos, comenzando el embarque de tropas al norte de África y el bloqueo de los puertos marroquíes. Se formaron tres divisiones, dirigidas por los generales Rafael Echagüe y Bermingham, Juan de Zavala y de la Puente y Antonio Ros de Olano. Leopoldo O'Donnell mandaba el Estado Mayor. 
El 12 de diciembre Echagüe tomó la fortificación del Serrallo. El 17 de diciembre Zavala tomó la sierra Bullones, por lo que fue nombrado I marqués de Sierra Bullones. O'Donnell quiso abrir un camino hasta Tetuán. El 1 de enero de 1860 tuvo lugar la Batalla de los Castillejos, en la que estuvieron el general Juan Prim y Prats, al mando de la División de Reserva, y Leopoldo O'Donnell. En la división de Prim había un batallón de voluntarios catalanes, comandados por el oficial Victoriano Sugrañés y Hernández, que falleció en la Batalla de los Castillejos. Por la victoria en esta batalla, Prim fue nombrado I marqués de los Castillejos. El 6 de febrero O'Donnell y Prim tomaron Tetuán. En esta batalla falleció el comandante catalán Mariano de Moxó. El 23 de marzo O'Donnell logró otra victoria en la Batalla de Wad-Ras.
Este conflicto se complicó por problemas con la distribución de los víveres, por las inundaciones y el barro de los campos y por una epidemia de cólera que generó más bajas que los propios combates.
La guerra finalizó con el Tratado de Wad-Ras del 23 de abril de 1860. Este tratado amplió las fronteras de la ciudad de Ceuta.
En 1895 se inauguró el monumento a los Caídos en la guerra de África. Es de estilo neogótico y fue realizado por el ingeniero militar José de Madrid Ruiz, con relieves de Antonio Susillo.

#### Segunda mitad delsigloXIX

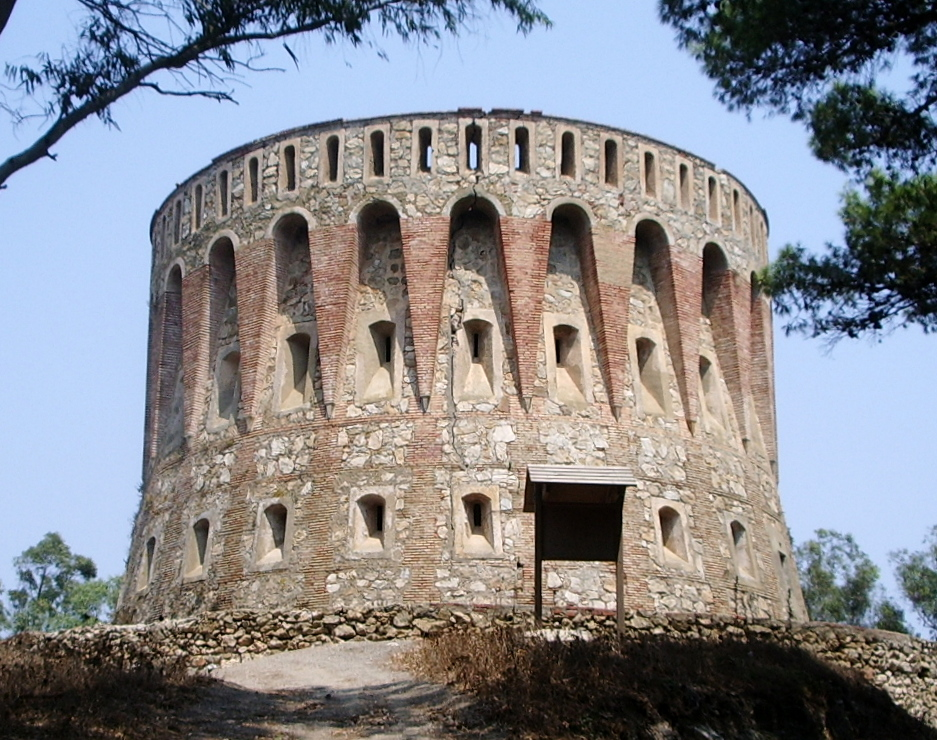
Torre de Aranguren.

Los ingenieros militares Federico Mendicuti Surga y  Paulino Aldaz y Goñi llegaron a Ceuta en 1859 para participar en la guerra de África. En la década de 1860 se diseñaron una serie de fortificaciones en el campo exterior de Ceuta, conocidas como los Fuertes Neomedievales. Mendicuti diseñó la torre de Aranguren, la torre del Renegado, la torre de Yebel Ányera, la torre de Isabel II, la torre de Francisco de Asís, la torre de Piniés y la torre de Mendizábal. Paulino Aldaz diseñó el fuerte del Príncipe Alfonso. Estas fortificaciones se unieron a otras medievales del campo exterior: la torre de la Alquería del Cortijo de Fuente la Higuera, la torre de la Alquería de la Antigua Huerta de Regulares, la torre de la Alquería del Barranco de Mendicuti y la torre de la Alquería de Loma del Luengo.
En 1860 comenzó un proyecto para la mejora del Puerto de Ceuta. Se esperaba un aumento del comercio porque se encontraba en construcción el Canal de Suez, que fue finalizado en 1869.
En 1874 Fermín Salvoechea fue condenado a cadena perpetua por haber participado en el Cantón de Cádiz. Estuvo preso en el Peñón de Vélez de la Gomera, luego en Ceuta, luego en las Islas Chafarinas y, finalmente, fue trasladado de nuevo al Peñón de Vélez, de donde se fugó en 1883. Vivió en el extranjero hasta que se aprobó una amnistía general y regresó a Cádiz en 1886.
En 1877 se estableció el servicio de comunicación heliográfica entre Ceuta y Algeciras.
El 20 de marzo de 1877 la ciudad fue visitada por Alfonso XII. Fue recibido en loor de multitudes. Recorrió los principales edificios de la ciudad, religiosos y civiles, y recibió a las autoridades locales, al ministro de España en Marruecos, Eduardo Romea, y al xerif de Uazzan. Escoltado por la Compañía de Lanzas, salió al campo de Ceuta y visitó el Serrallo.
El escritor francés Julio Verne pasó por España en sus viajes. Ceuta aparece en el libro Hector Servadac (1877). En junio de 1878 estuvo en Vigo, Cádiz y Ceuta con su yate Saint-Michel III, donde tomó notas en su cuaderno de bitácora para sus novelas. En mayo de 1884 salió de Le Tréport para hacer un crucero por el Mediterráneo con el Saint-Michel III. En este viaje pasó por Vigo y por el estrecho de Gibraltar. La ciudad de Ceuta también aparece en su novela Matías Sandorf (1885).
En 1882 se creó la Comisión Topográfica de Estado Mayor del Ejército Español en Marruecos. Estuvieron los siguientes cartógrafos: Ramón Jáudenes y Álvarez (1882-1884), Eduardo Álvarez Ardanuy (1882-1908), Francisco Albis Abella (1885-1886), Luis de Verda y Gomá (1886), Alejo Corso Sulikowski (1888-1889), Jacobo Alvarado y Saz (1895-1899), Juan Villarreal Serrano (1895-1896), Eduardo Herrera de la Rosa (1899), Luis León Apalategui (1906) y Máximo Aza Álvarez (1906-1908). Entre 1882 y 1908 realizaron planos de todas las ciudades de Marruecos.
En 1883 Ramón Jáudenes y Eduardo Álvarez partieron de Ceuta en una la expedición a Ifni, para identificarla con Santa Cruz de la Mar Pequeña, conquistada por Castilla en 1476.
El 18 de abril de 1886 salió de Ceuta un grupo de expedicionarios a Río de Oro en el que estaban el ingeniero militar Julio Cervera Baviera y el naturalista Francisco Quiroga y Rodríguez.
El 19 de julio de 1891 se inauguró la telegráfica de Ceuta que, a partir del día 27, estuvo unida por cable submarino con la península.
Entre 1892 y 1893 se construyó una fábrica de luz eléctrica.
En 1895 se crearon las Milicias Voluntarias de Ceuta, en las que podían alistarse magrebíes musulmanes para servir a España.

### SigloXX
En 1899 el ingeniero militar Julio Cervera Baviera patentó su sistema de radio. Él había conocido a Guillermo Marconi, que había inventado la telegrafía sin cables, y que comenzó su sistema de radio en 1913. En abril de 1900, Julio Cervera realizó transmisiones de telefonía sin cables entre Ceuta y Algeciras y en 1901 entre Ceuta y Tarifa. En 1902 hizo lo mismo entre Ibiza y Jávea (96 km). En 1905 el gobierno aprobó la instalación de su sistema de radio para comunicar la península con Ceuta y Melilla.
Alfonso XIII visitó Ceuta el 3 de mayo de 1904. Para la visita, se construyó un arco en el muelle del Comercio y un pabellón. El 17 de mayo de 1918 el infante Carlos de Borbón-Dos Sicilias inauguró la línea férrea entre Ceuta y Tetuán, que estuvo en servicio hasta 1958.
En 1830 Francia había conquistado Argelia. En 1880 creó el Protectorado Francés de Túnez. El 8 de abril de 1904 Francia y Gran Bretaña firmaron la Declaración Franco-Inglesa en Londres, relativa a Marruecos y a Egipto. El 3 de octubre de 1904 Francia y España firmaron la Declaración Hispano-Francesa en París, sobre Argelia y Marruecos.
Francia ocupó en 1907 el Uchda y Casablanca, en 1910 Chauía, en 1910 Fez, Mequínez y Rabat. La conquista de Fez hizo que Alemania protestase y enviase el barco cañonero Panther a Agadir en 1911. Esto fue conocido como la Crisis de Agadir. Finalmente, Alemania acordó no impedir la conquista francesa de Marruecos a cambio de que la cesión de 250 000 km² del Congo.

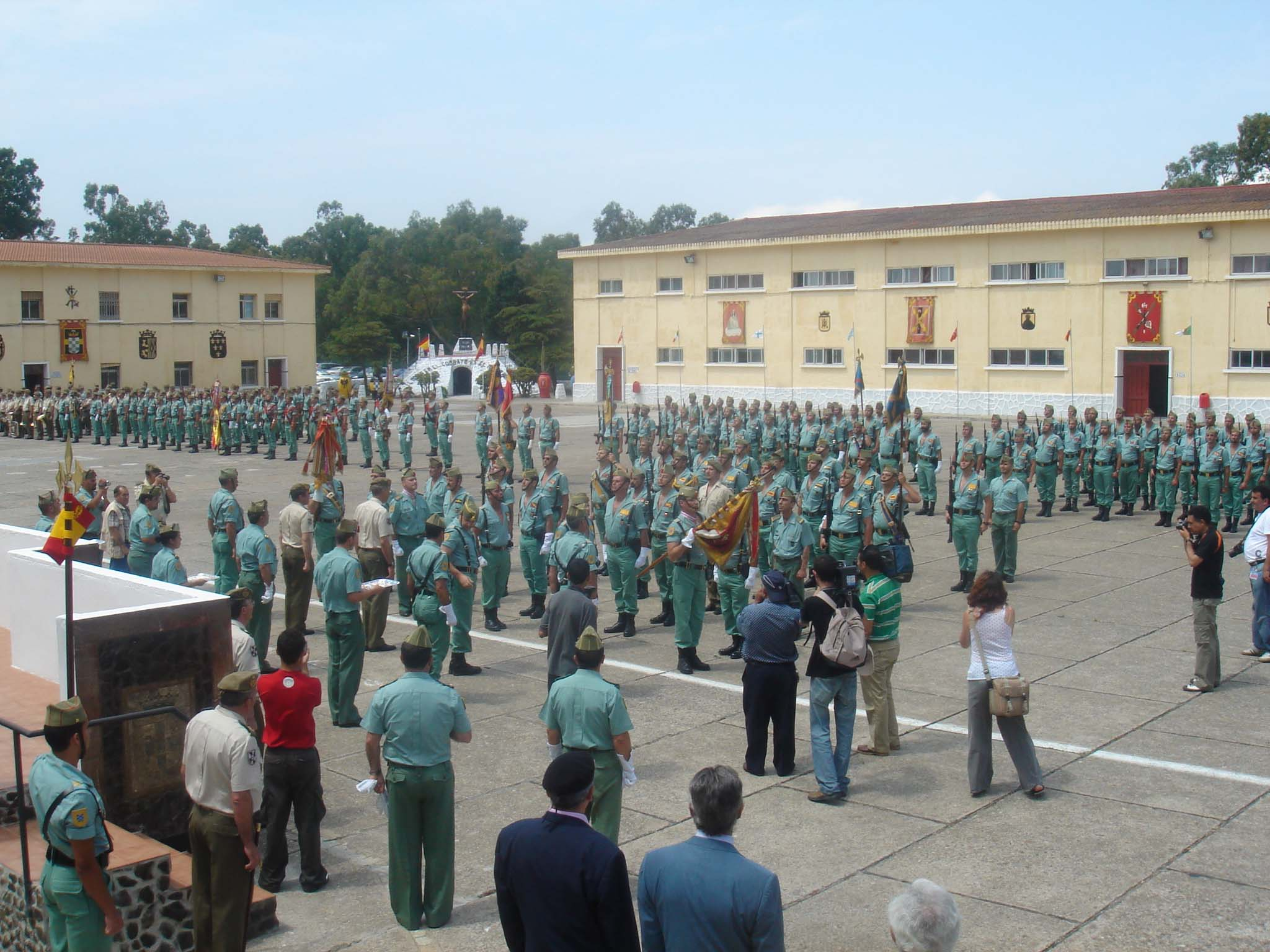
Legionarios en el Cuartel García Aldave. Ceuta.

España, en virtud del convenio hispano-francés de 1904 sobre Marruecos, ocupó en 1908 Restinga y Cabo de Agua, en 1909 Nador, Zeluán y el monte Gurugú y en 1911 Larache, Alcazarquivir y Arcila.
Con las acciones de 1911 comenzó la Guerra del Rif, con varias campañas militares para pacificar los territorios rebeldes. La última campaña de esta guerra fue la del territorio de Chauen en 1927.
El 30 de marzo de 1912 Francia y el sultán Abd al-Hafid firmaron el Tratado de Fez, por el que se creaba el Protectorado Francés de Marruecos.
Francia llevó a cabo con España el Convenio Hispano-Francés sobre Marruecos, firmado en Madrid el 27 de noviembre de 1912. Esto fue apoyado por Gran Bretaña. Por este convenio se creó el Protectorado Español de Marruecos.
En 1913 España ocupó Tetuán, que se convirtió en capital del Protectorado Español de Marruecos.
En 1909 el militar Santiago González-Tablas marchó como voluntario a Ceuta. En 1915 se hizo del Grupo de Fuerzas Regulares Indígenas de Ceuta Número 3 y en 1920 pasó a tener el mando del grupo. Se distinguió en varias acciones militares. En 1922 murió por heridas sufridas en un combate en Tazarut. El general José Millán-Astray le puso un monumento en Ceuta el 8 de agosto de 1935, realizado por el escultor Enrique Pérez Comendador. También se le puso su nombre a un cuartel de la ciudad.
En 1920 el teniente coronel de infantería José Millán-Astray creó la Legión Española. El mando fue emplazado en el Cuartel del Rey, en la plaza de Colón de Ceuta. Instalaron su primer campamento en el lugar donde se encuentra el Cuartel García Aldave, aunque en octubre se trasladaron al Cuartel de Dar Riffien. En 1940 se creó el Museo de la Legión en el Cuartel de Dar-Riffien. En 1956 se trasladó al Cuartel del Serrallo de Ceuta. En 1979 se trasladó a un edificio nuevo construido para este fin. El 19 de septiembre de 2007 se colocó frente al museo un monumento a la Legión, realizado por Luis Martín de Vidales.
El 5 de octubre de 1927 el rey Alfonso XIII y su esposa, Victoria Eugenia de Battenberg, llegaron a la ciudad de Ceuta en el acorazado Jaime I. Alfonso XIII fue recibido por el comandante general de Ceuta, Agustín Gómez Morato, y por el alto comisario, José Sanjurjo. En esta visita los reyes inauguraron el Palacio Municipal, que en la actualidad es el Palacio Autonómico, por ser la sede de la asamblea de la ciudad autónoma.
El 23 de abril de 1929 la que fue reina consorte de Rumanía, María de Sajonia-Coburgo-Gotha, con su hija Elena de Rumanía, llegaron a Ceuta en el destructor Sánchez Barcaiztegui. Fueron recibidas por el alto comisario, Francisco Gómez-Jordana Sousa.
El 29 de junio de 1930 llegó a Ceuta el infante Jaime de Borbón y Battenberg, donde fue recibido por el comandante general de Ceuta, Gregorio Benítez Terraza.
En 1934 el protectorado fue dividido en cinco territorios: Yebala, Lucus, Chauen, Rif y Kert. En 1943 se dividió en cuatro: Yebala, Locus, Rif y Kelaia. Las tropas de los territorios de Yebala y Lucus estaban dirigidas por la Comandancia General de Ceuta y las del Rif y Kelaia por la Comandancia General de Melilla. En 1951 fue nombrado alto comisario del protectorado Rafael García Valiño.

#### República y guerra civil

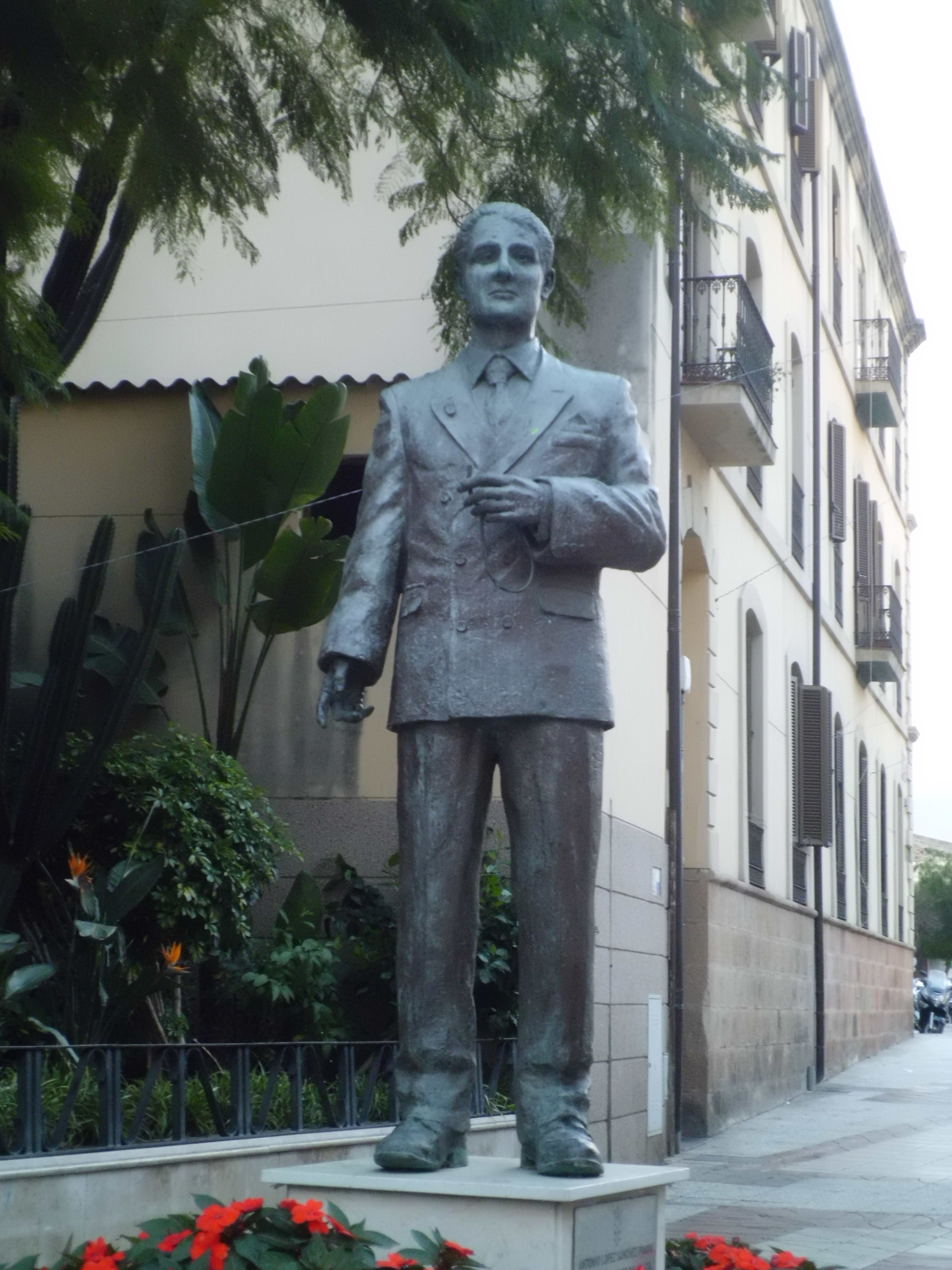
Monumento a Sanchez Prados en Ceuta. Médico y alcalde durante el golpe militar de 1936. Tuvo la oportunidad de huir a Tánger pero prefirió quedarse con el pueblo ceutí. Arrestado y posteriormente fusilado en un juicio sumarísimo. A pesar del intento de borrar su recuerdo durante la dictadura, el recuerdo persistió debido a su labor con los más necesitados durante sus años de ejercicio. Los ceutíes le han seguido mostrado gran devoción hasta convertirse en un "santo rojo".

En 1931 se proclamó la II República. Entre 1929 y 1931 se establecieron en la ciudad los sindicatos UGT y CNT, que conocieron una amplia expansión durante la II República y se disputaron la hegemonía sindical en el enclave. La conjunción republicano socialista fue la vencedora en las elecciones municipales de 1931, siendo elegido alcalde Antonio López Sánchez-Prado.
El 1 de marzo de 1936 desconocidos quemaron parte de una iglesia y asaltaron las sedes del partido monárquico Acción Popular y de su sección femenina. Entre el 20 y el 21 de abril de 1936 obreros del Frente Popular ocuparon un convento y una iglesia.
A comienzos de julio de 1936 tuvieron lugar unas maniobras en el Llano Amarillo de Ketama con tropas de Ceuta, Melilla y el protectorado, en las cuales el coronel Juan Yagüe organizó el alzamiento en el norte de África.
El 17 de julio los sublevados tomaron Melilla y, posteriormente, ese mismo día, Yagüe tomó Ceuta sin resistencia.
Según el periodista Francisco Sánchez Montoya la represión en Ceuta provocó la muerte de un total de 268 personas entre 1936 y 1944. Entre las víctimas se encontró el alcalde republicano López Sánchez-Prado.
El 16 de julio, Franco fue en barco de Tenerife a Gran Canaria. De allí, fue en avión a Marruecos, pasando por Casablanca, hasta llegar a Tetuán, capital del protectorado español, el 18 de julio.
El 18 de julio de 1936 los republicanos bombardearon con aviones las ciudades españolas de Ceuta y Melilla y, en el protectorado, las ciudades de Larache y Tetuán. En Tetuán cayeron ocho bombas que provocaron una revuelta de los marroquíes contra los españoles. El visir sidi Ahmed Ganmia los apaciguó. Finalmente, el bombardeo contribuyó a que los marroquíes se alinearan con los españoles rebeldes en contra de los republicanos, que habían efectuado los bombardeos. Ese mismo día todo el protectorado español de Marruecos se puso de parte de los españoles rebeldes.
El control republicano de la mayor parte de la flota hizo que bloquearan el estrecho de Gibraltar.
Franco convocó una reunión en Tetuán, en la que estuvo el militar del Ejército del Aire Alfredo Kindelán. Se decidió llevar a cabo un puente aéreo para transportar tropas y armamento a la península. El puente aéreo comenzó el 20 de julio con 3 aviones Fokker F.VII, que transportaban tropas y material desde Tetuán a Sevilla. El 25 de julio se unió un DC-2. Desde el primer día se incorporó un hidroavión Dornier Wal de la Armada y otro más de este tipo días después. Los hidroaviones transportaron tropas y material desde Ceuta a Algeciras. El 29 de julio los aviones del puente aéreo pasaron a llegar también al aeródromo de Jerez de la Frontera. Los Fokker fueron pilotados por Ricardo Guerrero, Mario Ureña, Alfredo Afija y Carlos de Haya, y los Dornier Wal por los marinos Enrique Ruiz de la Puente y José María Moreno. El 29 de julio se empleó el primer avión Junker Ju 52 3m de Alemania. Alemania envió un total de 20 aviones Junker y diez pilotos que contribuyeron a enviar tropas y material de guerra de Tetuán a Sevilla y Jerez durante los meses siguientes, hasta noviembre de 1936. El 30 de julio llegaron a Melilla 9 aviones Savoia-Marchetti S.M.81 de Italia, que se incorporaron al puente aéreo el 5 de agosto.
El 5 de agosto de 1936 Franco organizó el conocido como Convoy de la Victoria entre Ceuta y Algeciras, en el que logró transportar por mar de una sola vez 2 000 hombres y una gran cantidad de equipo militar. A finales de septiembre el estrecho ya no se encontraba bloqueado por la flota republicana y el puente aéreo había transportado un total de 21 000 hombres y 350 000 kilos de material.
Durante la breve estancia de Franco en Ceuta, varios militares de Ceuta entre los que estaba José Rico Martín, organizaron un atentado para acabar con la vida de Franco. Uno de los implicados, arrepentido, reveló el plan a un superior. El complot fue desarticulado completamente.
Durante la guerra civil, Franco comenzó a preparar y subvencionar los viajes a la Meca de los musulmanes residentes en el protectorado español. El 20 de enero de 1937 dos aviones republicanos bombardearon Ceuta. Esto coincidió con la visita del jalifa Muley Hassan Ben el Mehdi Ben Ismael a un barco español en Ceuta de personas que iban a La Meca. Los hechos fueron presenciados por el historiador y jurista Ahmad al-Rahuni, que consideraba a Franco como defensor del islam frente a las fuerzas del ateísmo. Este bombardeo contribuyó al apoyo musulmán al bando de Franco.

#### Franquismo

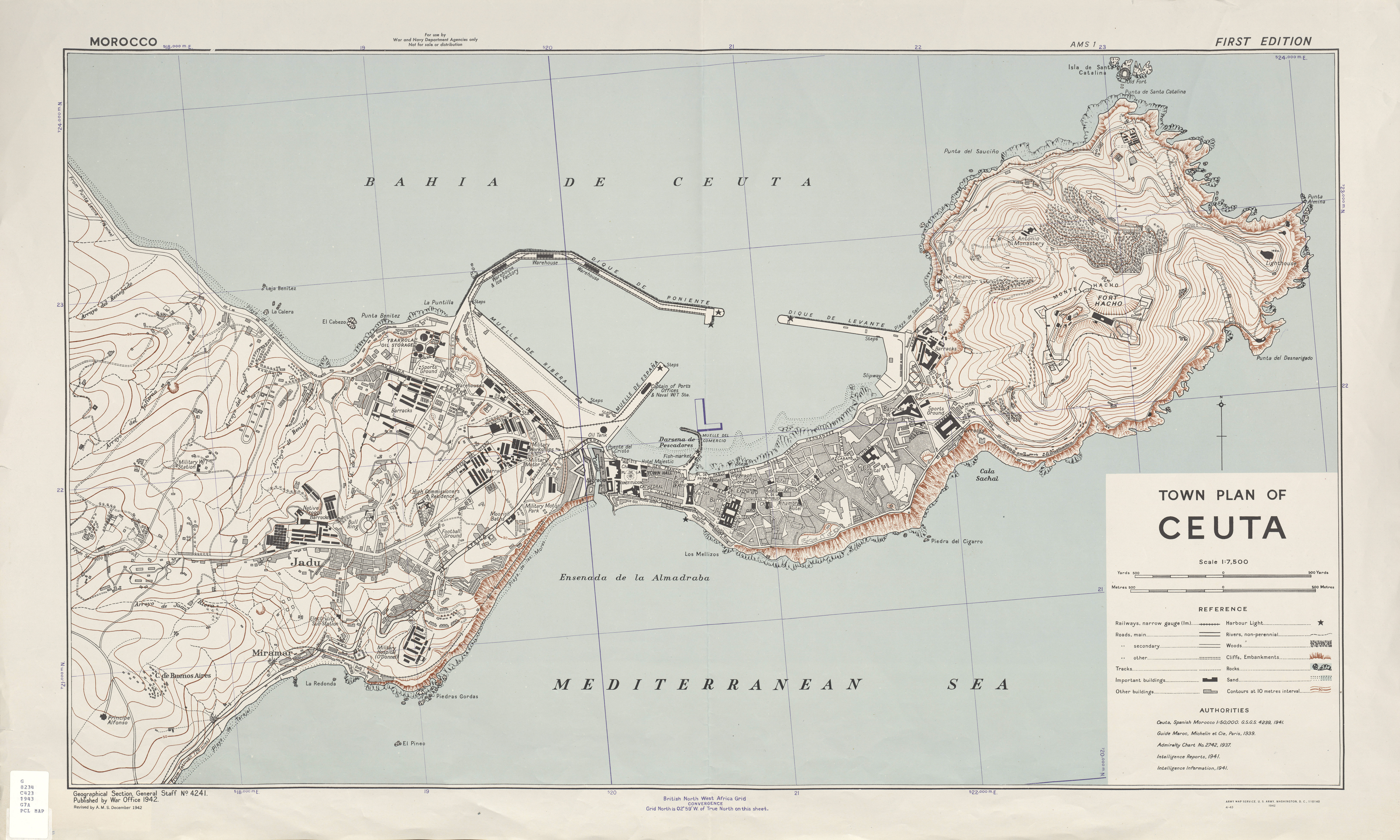
Plano de Ceuta en la década de 1940.

El 18 de julio de 1940 se inauguró la Mezquita Muley El-Mehdi, con capacidad para 900 personas. Ese mismo año se construyó la Mezquita Sidi Embarek.
El 2 de marzo de 1956 finalizó el protectorado francés. Tras la retirada de Francia, España y Marruecos firmaron el 7 de abril de 1956 la Declaración Conjunta Hispano-Marroquí, que acabó también con el protectorado español. Tras esto, Ceuta se enfrentó a una disminución del número de habitantes de origen peninsular.
El 20 de septiembre de 1970 Ceuta fue visitada por el entonces príncipe Juan Carlos y su esposa Sofía, en el Roger de Lauria (D-42), por el 50 Aniversario de la Legión Española. Fueron al Cuartel García Aldave, donde se bendijo un estandarte donado por la Cofradía del Cristo de la Buena Muerte de Málaga al Tercio Duque de Alba 2.º. La princesa Sofía le entregó el estandarte al coronel José Jiménez. El capellán castrense celebró una misa. Luego fueron repartidas diversas condecoraciones. Finalmente, rezaron una oración ante el Cristo que se encuentra en el cuartel, en memoria de los 10 000 caídos de la Legión. Tras esto, visitaron el Santuario de Nuestra Señora de África. Esta jornada, Juan Carlos pasó revista a una Compañía de Regulares. El 26 de junio1975, durante el periodo de inestabilidad en la política del tardofranquismo que desembocó en la anexión marroquí del Sahara español, se produjo el atentado contra la Comandancia General y la Comandancia Militar de Marina.

#### Transición y democracia

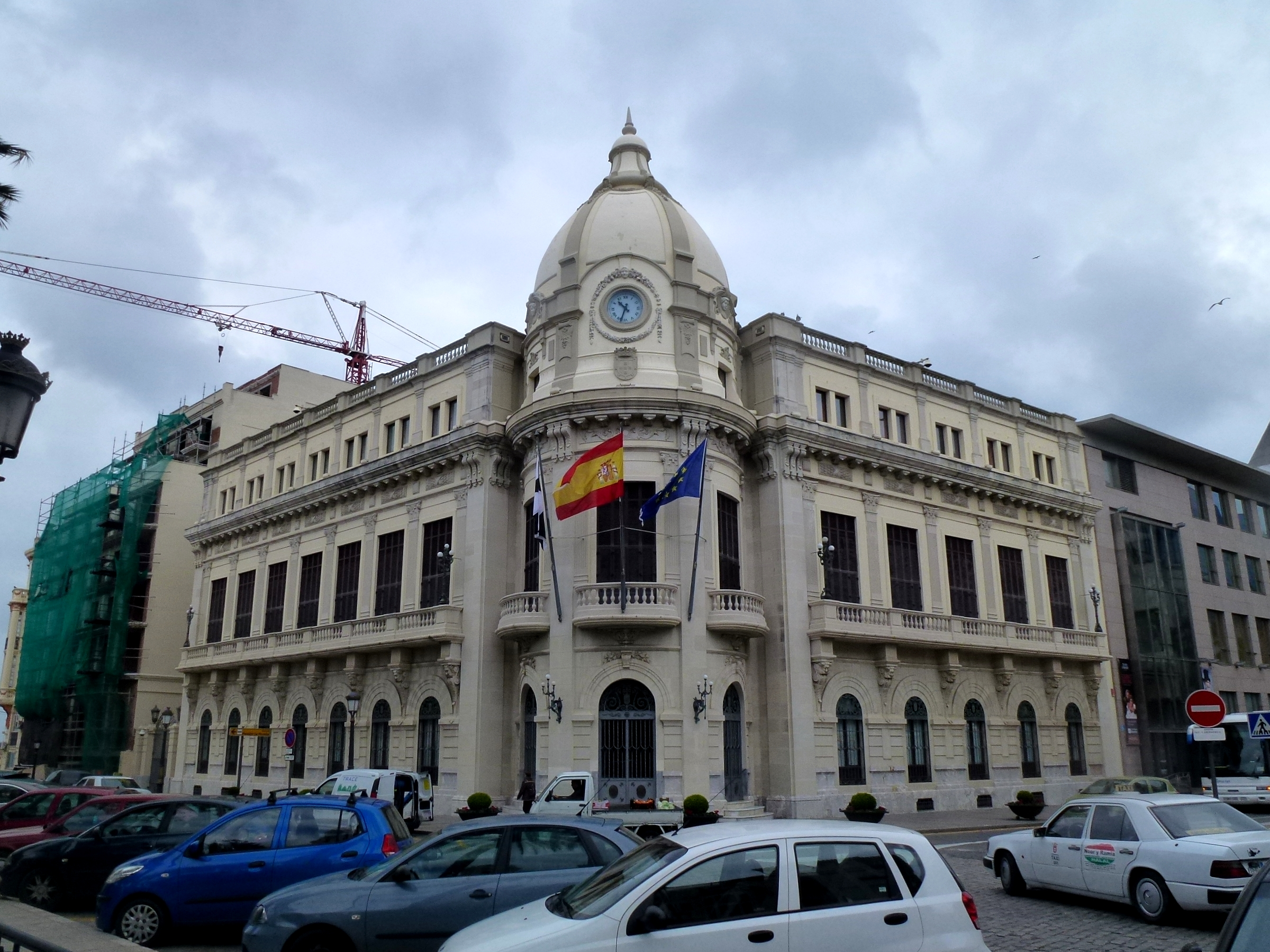
Palacio de la Asamblea de Ceuta.

En 1979 Jimmy Carter envió al senador Edmund Muskie a Europa para tratar de asuntos que afectaban a los EE. UU. y Europa. Edmund Muskie y el embajador Terence Todman hablaron con Juan Carlos I. Un telegrama secreto con un resumen de esta conversación se envió al Departamento de Estado, fue desclasificado en 2014 y divulgado por el historiador Charles Powell en 2017. En el telegrama se dice que Juan Carlos I estaba dispuesto a ceder Melilla a Marruecos y convertir a Ceuta en un protectorado internacional, similar al que tuvo Tánger entre 1923 y 1956, añadiendo que el ejército protestaría pero que el malestar "duraría sólo dos meses" y que él podría "controlar la situación". Coalición Caballas pidió que la Casa Real desmintiera o reprobara esos planes. La noticia también suscitó las críticas del Movimiento por la Dignidad y la Ciudadanía.
En la Transición Española se aprobó la Constitución de 1978. Esta daba la posibilidad de que las regiones tuvieran un estatuto de autonomía. El Estatuto de la Ciudad Autónoma de Ceuta fue promulgado por la Ley Orgánica 1/1995 del 13 de marzo. El artículo 1 dice:

Ceuta, como parte integrante de la Nación española y dentro de su indisoluble unidad, accede a su régimen de autogobierno y goza de autonomía para la gestión de sus intereses
y de plena capacidad para el cumplimiento de sus fines, de conformidad con la Constitución, en los términos del presente Estatuto y en el marco de la solidaridad entre todos los territorios de España.

## SigloXXI
En el año 2000 se inauguró la Radio Televisión Ceuta. En 2001 fue elegido presidente de la Ciudad Autónoma Juan Jesús Vivas. En 2002 se inauguró el Centro Comercial Parque Ceuta. La ciudad es también destino de cruceros turísticos.
En 2004 fue inaugurado el Helipuerto de Ceuta.
En 2004 se inauguró un monumento a la Constitución de 1978 en la plaza del mismo nombre. En 2018 se inauguró un monumento al Marinero en el paseo de la Marina Española.
El 5 de noviembre de 2007 Ceuta fue visitada por Juan Carlos I y la reina Sofía. Se celebró un desfile militar en la Plaza de África. Juan Carlos recibió el galardón de las Llaves de Oro de Ceuta y una imagen de la Virgen de África. Celebraron una recepción con los políticos y otras personalidades de la ciudad en el Hotel Parador de la Muralla. El Parque de los Bajos de la Marina fue nombrado Parque Juan Carlos I.
En 2013 se rodó en Ceuta la película El Niño y en 2014 se rodó la serie El Príncipe.
El 6 de febrero de 2014, 15 inmigrantes subsaharianos perdieron la vida en la playa de El Tarajal cuando intentaban entrar nadando en España en un grupo de más de 250 personas.
En mayo de 2021 se produjo un incidente fronterizo con Marruecos. Aproximadamente 8 000 inmigrantes irregulares —de los cuales 1 500 correspondían a menores de edad— cruzaron la frontera por los espigones de las playas de Benzú y El Tarajal.